# Toyota Hilux
Toyota Hi-Lux — модельний ряд пікапів, що виробляється компанією Toyota з 1968 року.

## Перше покоління (N10; 1968—1972)
Перше покоління Hilux стало наступником моделі Stout, який випускався з 1964 року. Виробництво Hilux почалося в березні 1968 року. Hilux RN10 випускався в версії з малою колісною базою, заднім приводом, 4-ст. МКПП та двигуном 1,5 л. На американський манер авто мало подвійні передні рефлектори та хромований бампер, у кабіні розташовувався широкий диван, а не сидіння, до яких ми звикли сьогодні. Задній міст був закріплений на ресорах, а спереду — незалежна підвіска. У лютому 1971 року двигун замінили на 1,6 л Р4. У квітні 1969 року додалася версія зі збільшеною колісною базою. Версія з короткою колісною базою також залишилася у виробництві. Довгобаза версія не продавалася в Північній Америці до 1972 року. З часом також додалися двигуни 1,9 л і 2,0 л та інші варіації.
| Роки випуску     | Модель          | Об'ємсм³        | Код двигуна     | Потужність кВт (к.с.) |
| Загальний ринок  | Загальний ринок | Загальний ринок | Загальний ринок | Загальний ринок       |
| ---------------- | --------------- | --------------- | --------------- | --------------------- |
| 1968-1971        | 1.5             | 1490            | 2R              | 45 (60)               |
| 1971-1972        | 1.6             | 1587            | 12R             | 66 (90)               |
| Північна Америка |                 |                 |                 |                       |
| 1969             | 1.9             | 1897            | 3R              | 63 (85)               |
| 1970–1971        | 1.9             | 1858            | 8R SOHC         | 71 (97)               |
| 1972             | 2.0             | 1968            | 18R SOHC        | 80 (108)              |

## Друге покоління (N20; 1972—1978)

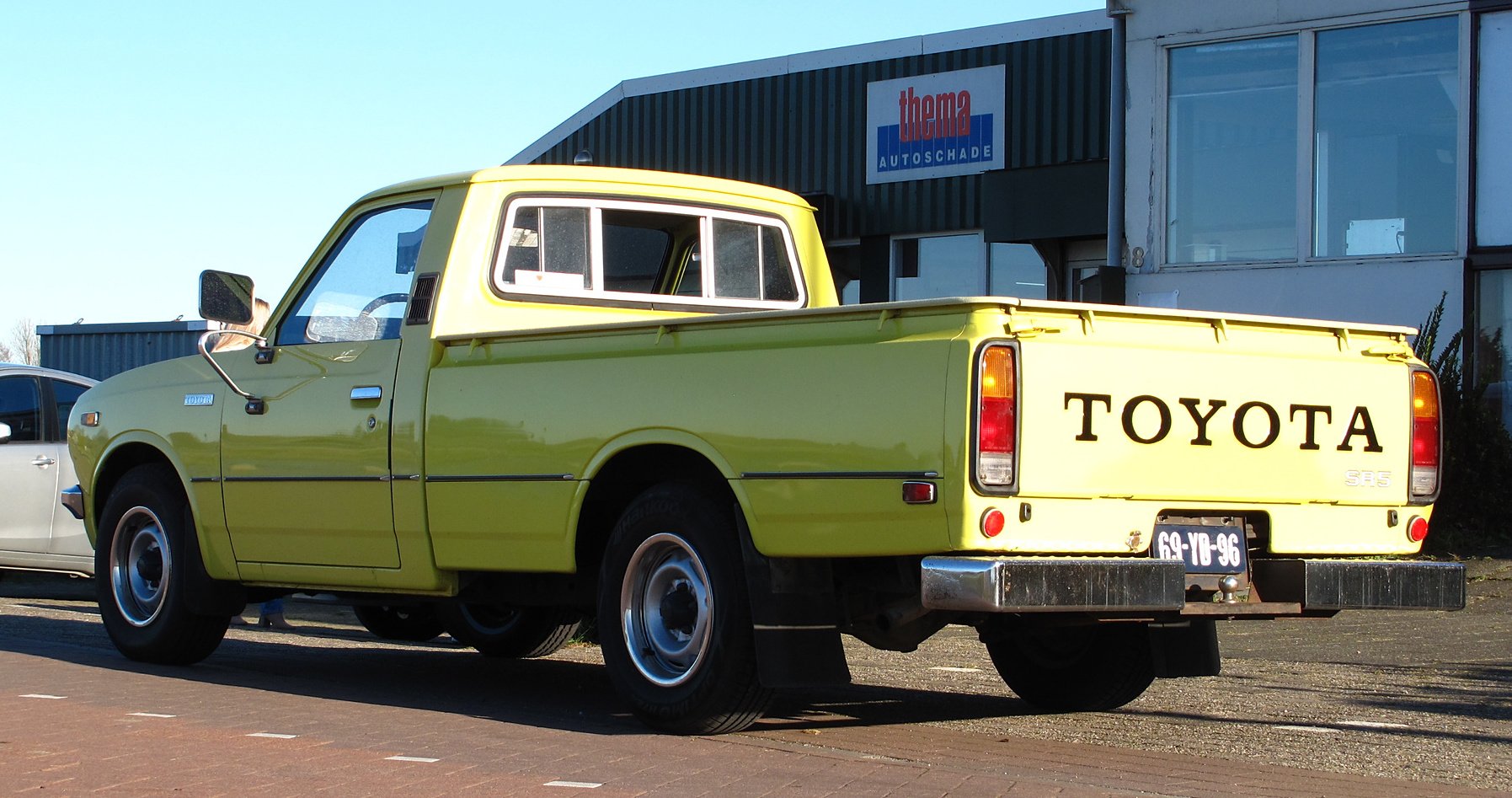
Toyota Hilux 2200

У травні 1972 року представлений Hilux другого покоління з індексом RN20. Автомобіль отримав комфортабельнішу кабіну, оновлений інтер'єр і екстер'єр, з'явився бензиновий двигун 2,2 л. Ще були впроваджені п'ятиступінчаста МКПП і триступенева АКПП. Подовжений кузов завдовжки 2,3 метра був доступний в Північній Америці як опція.

## Третє покоління (N30, N40; 1978—1983)

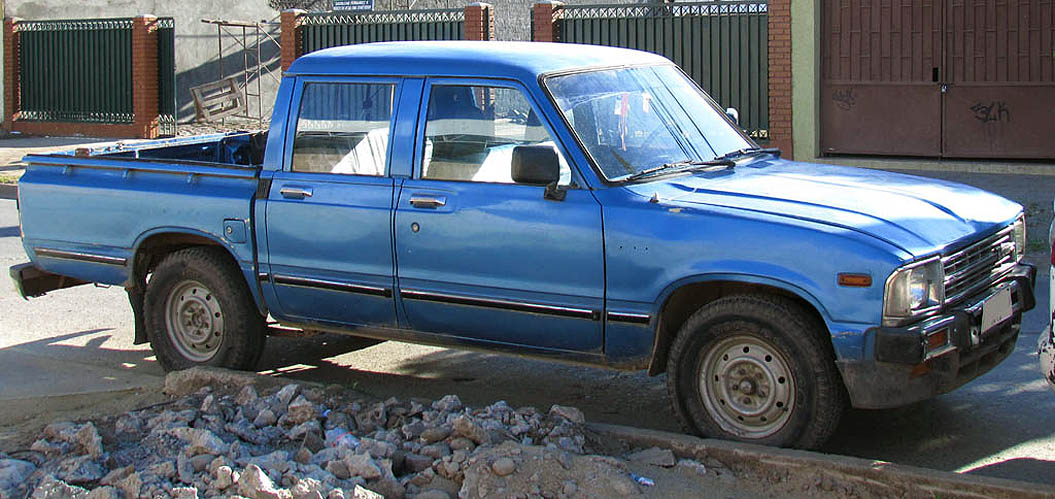
Toyota Hilux Crew Cab

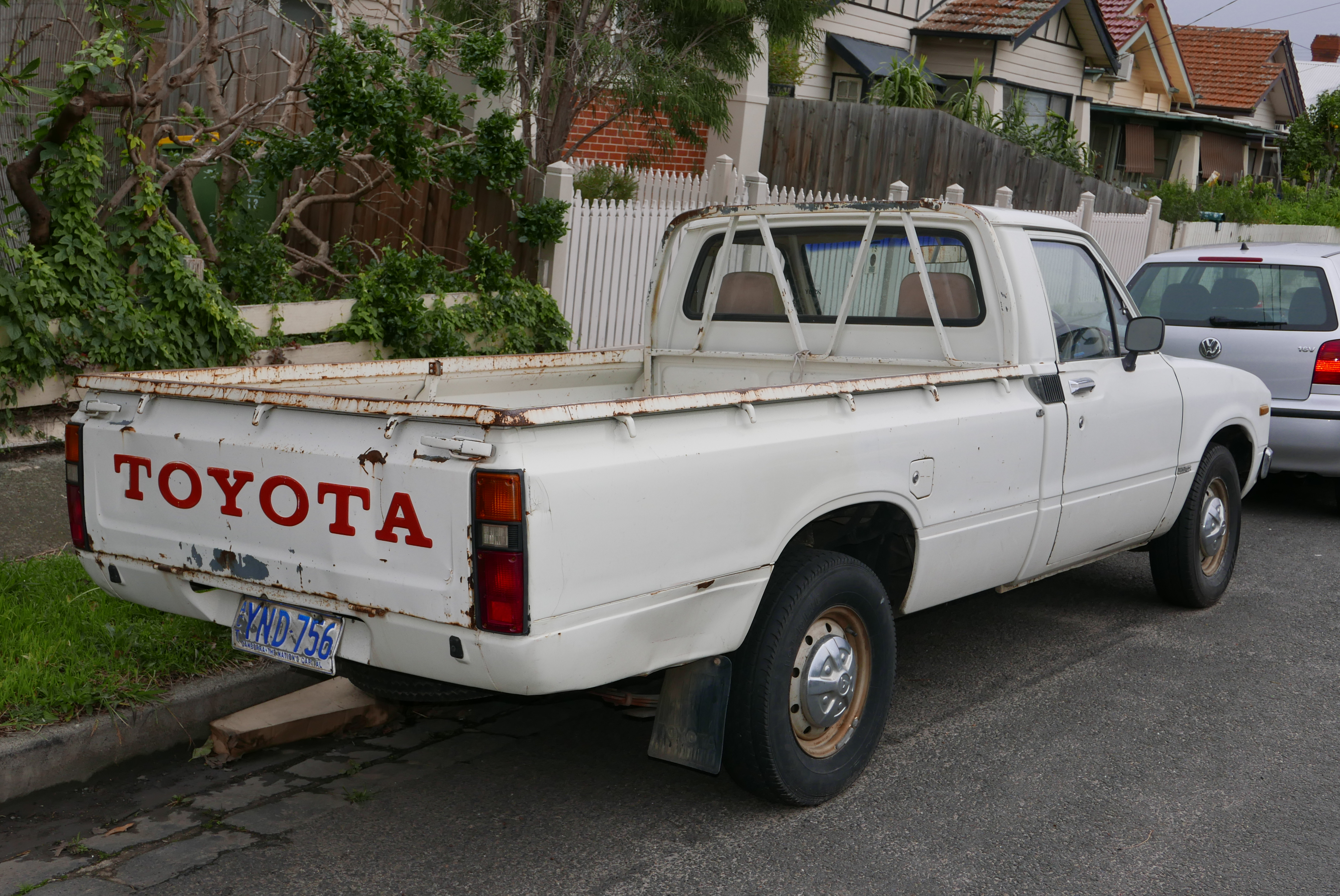

Третя генерація отримала дизель 2,2 л, кілька варіантів по колісній базі і кабінам, а також підвіскам (залежно від приводу). Цікава деталь: на деяких ринках машина випускалася з вантажною платформою зі склопластику.

## Четверте покоління (N50, N60, N70; 1983—1988)

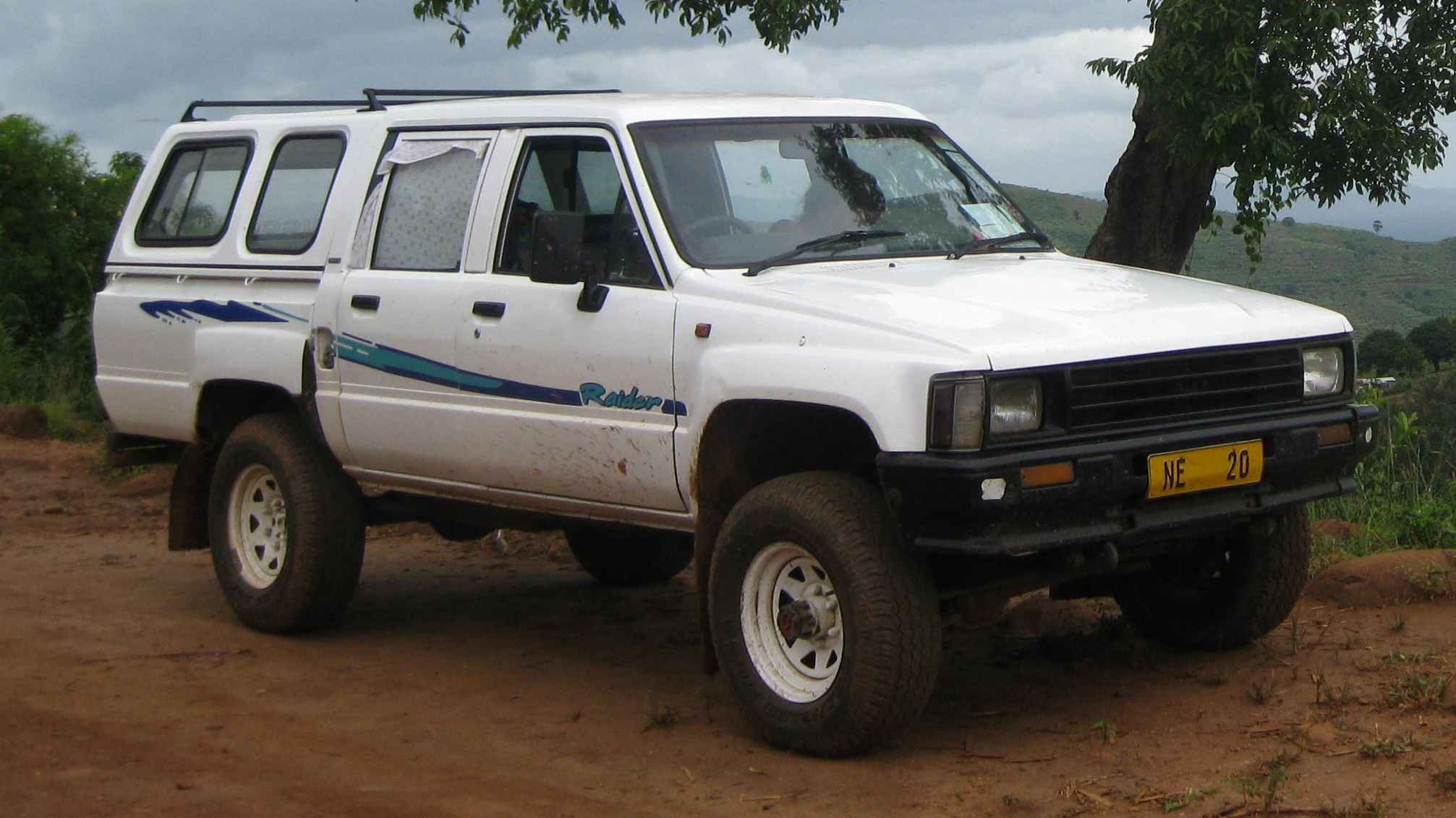
Toyota Hilux Crew Cab

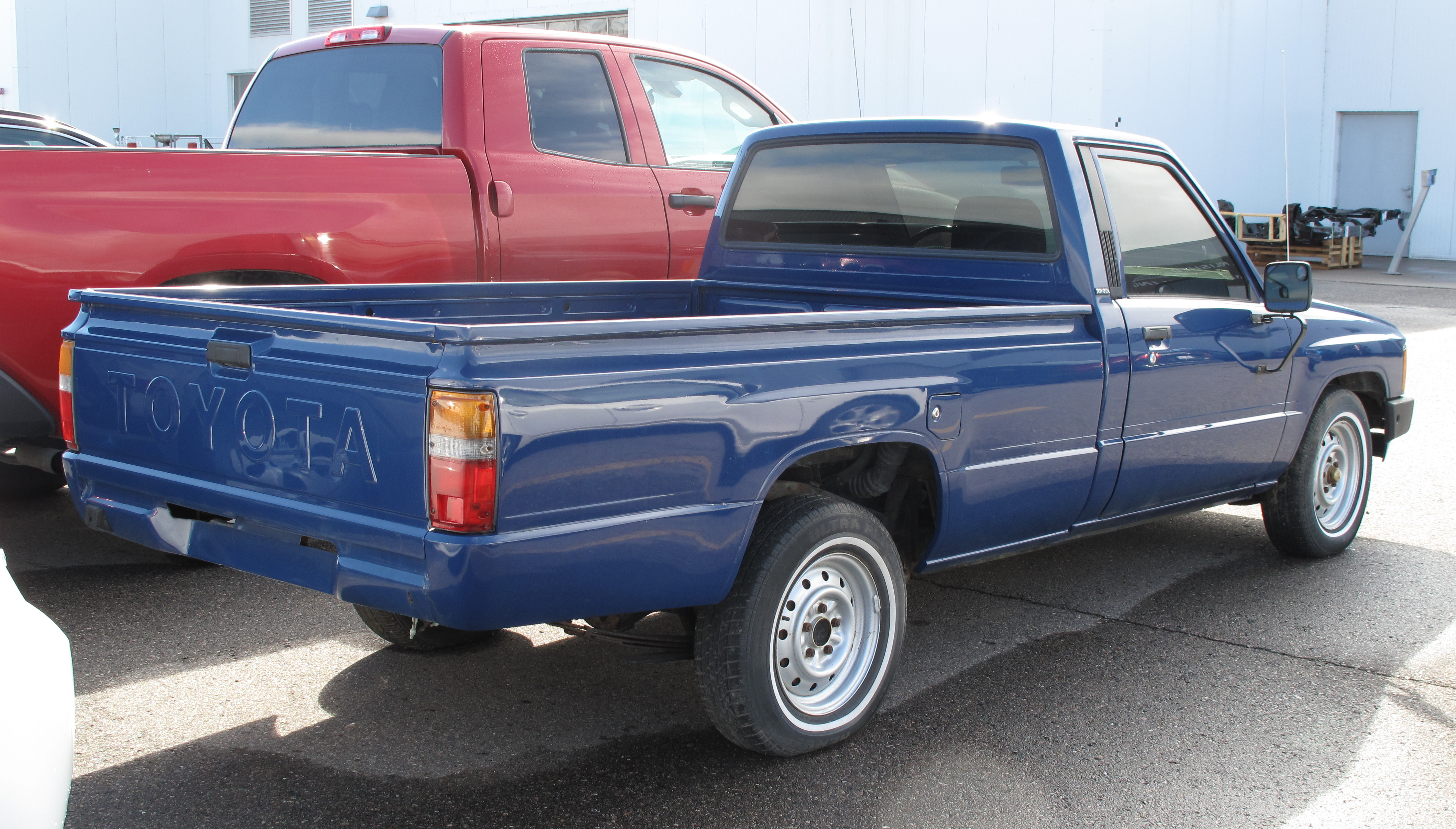

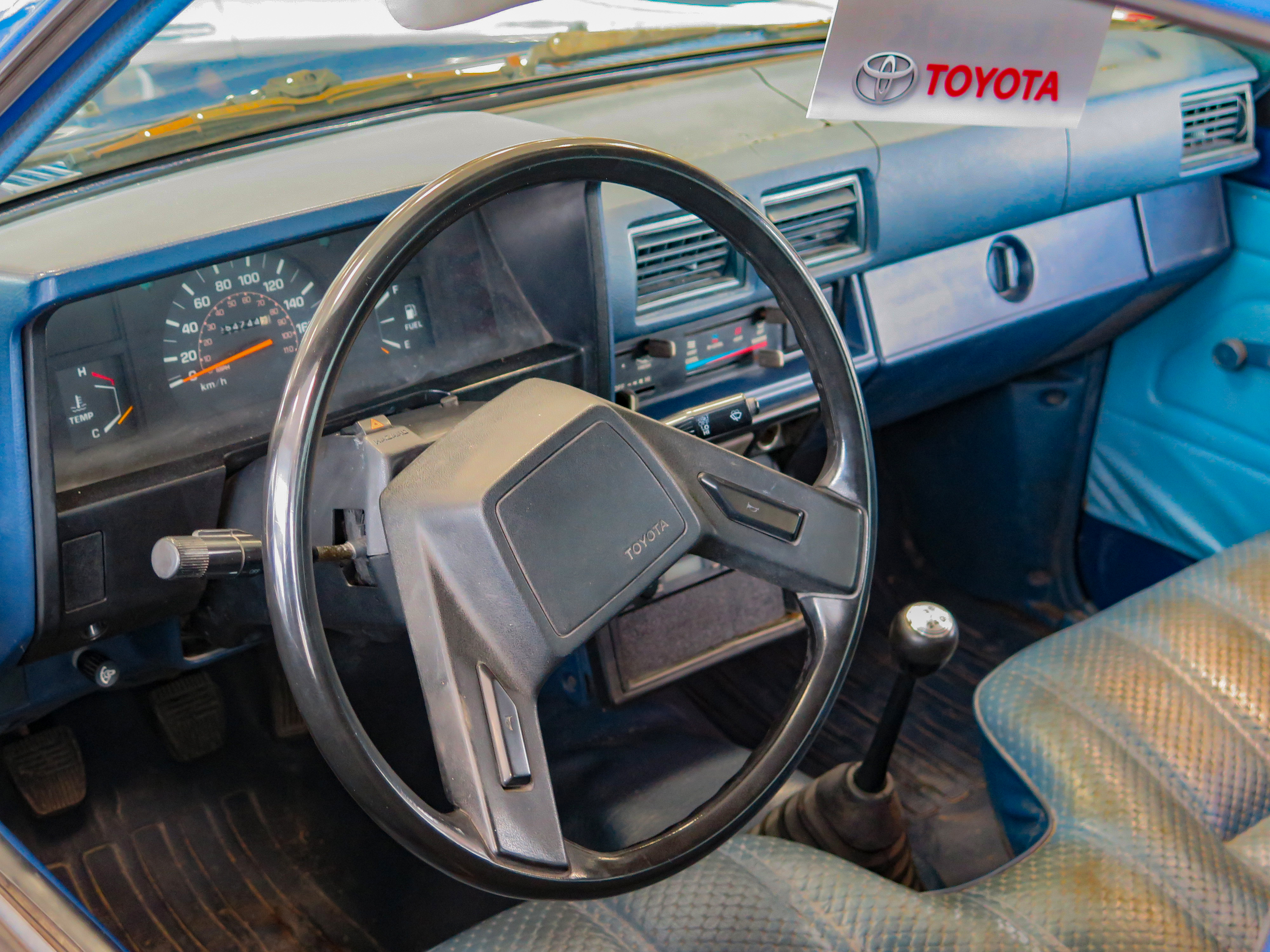
Салон

Пікап четвертого покоління розділив платформу IMV з позашляховиком 4Runner. У машини було вже три варіанти колісної бази (від 2616 до 3086 мм). Гамма двигунів вчергове розширилася. Зокрема, до неї увійшли бензиновий мотор V6 3.,0 л і турбодизель 2,4 л. 1986 року на повнопривідних варіантах передній жорсткий міст змінився незалежною підвіскою, з'явилася роздавальна коробка з електронним управлінням, АКПП стала чотириступінчастою.

## П'яте покоління (N80, N90, N100, N110; 1988—1997)

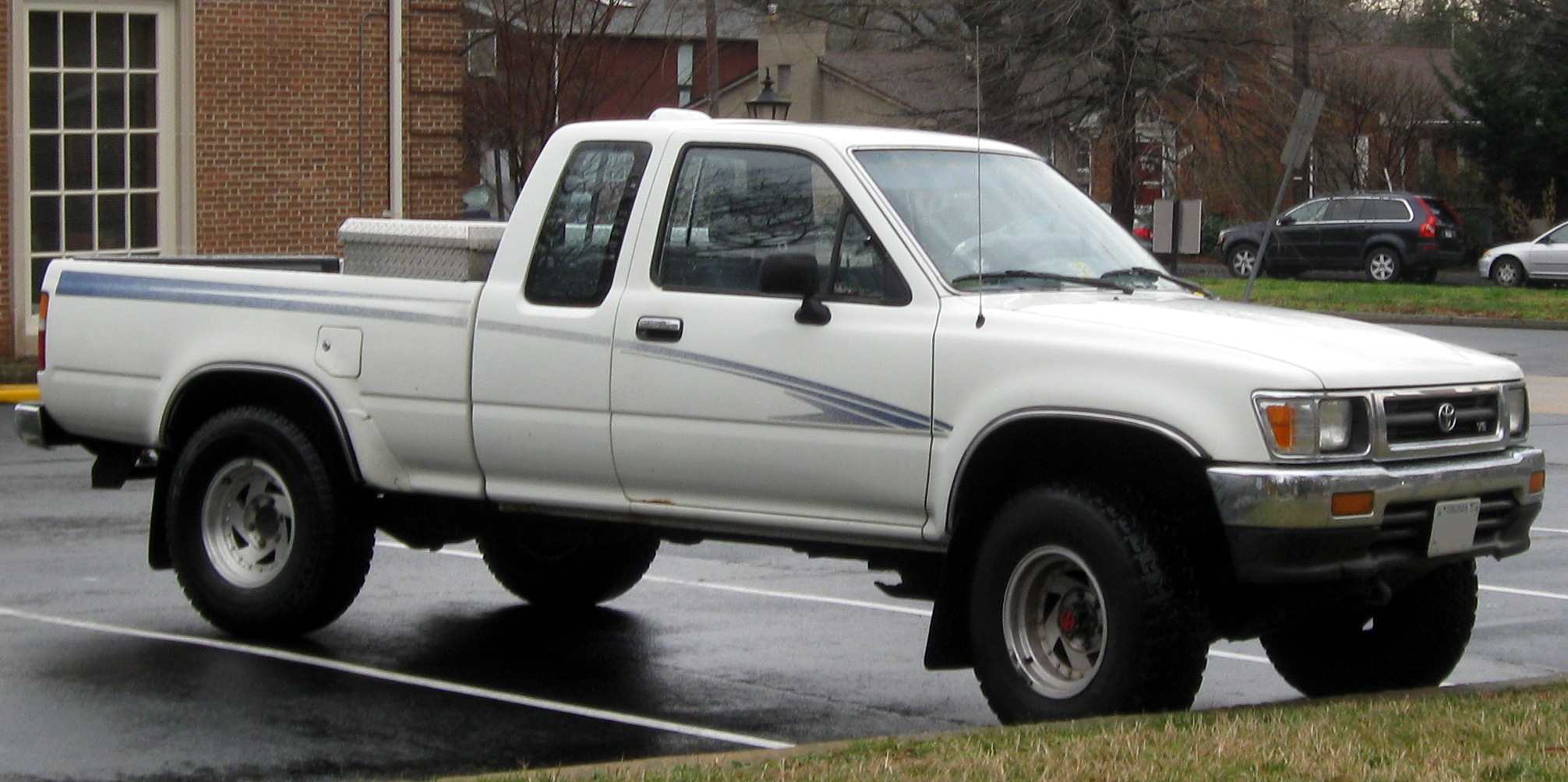
Toyota Pickup V6

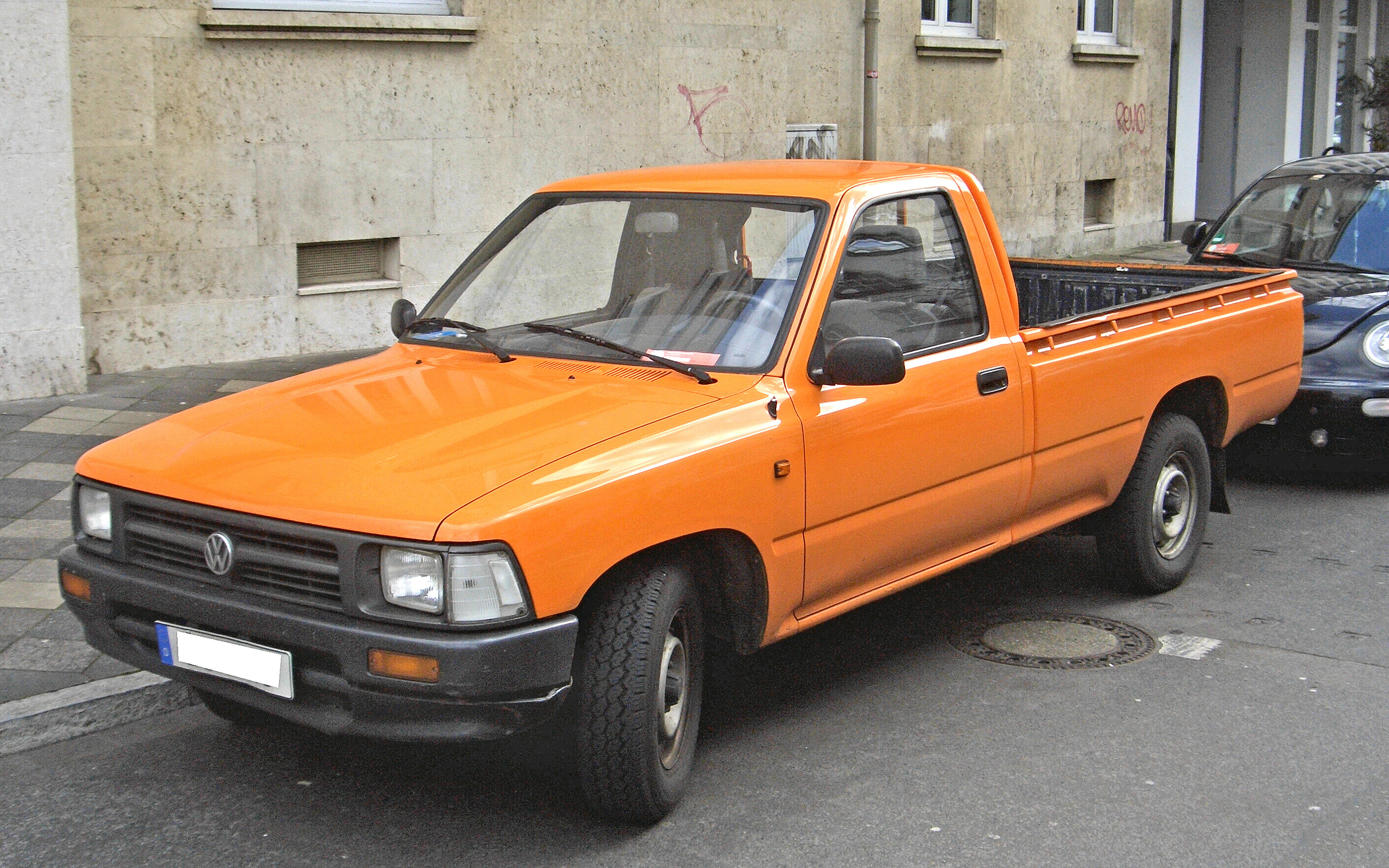
Volkswagen Taro

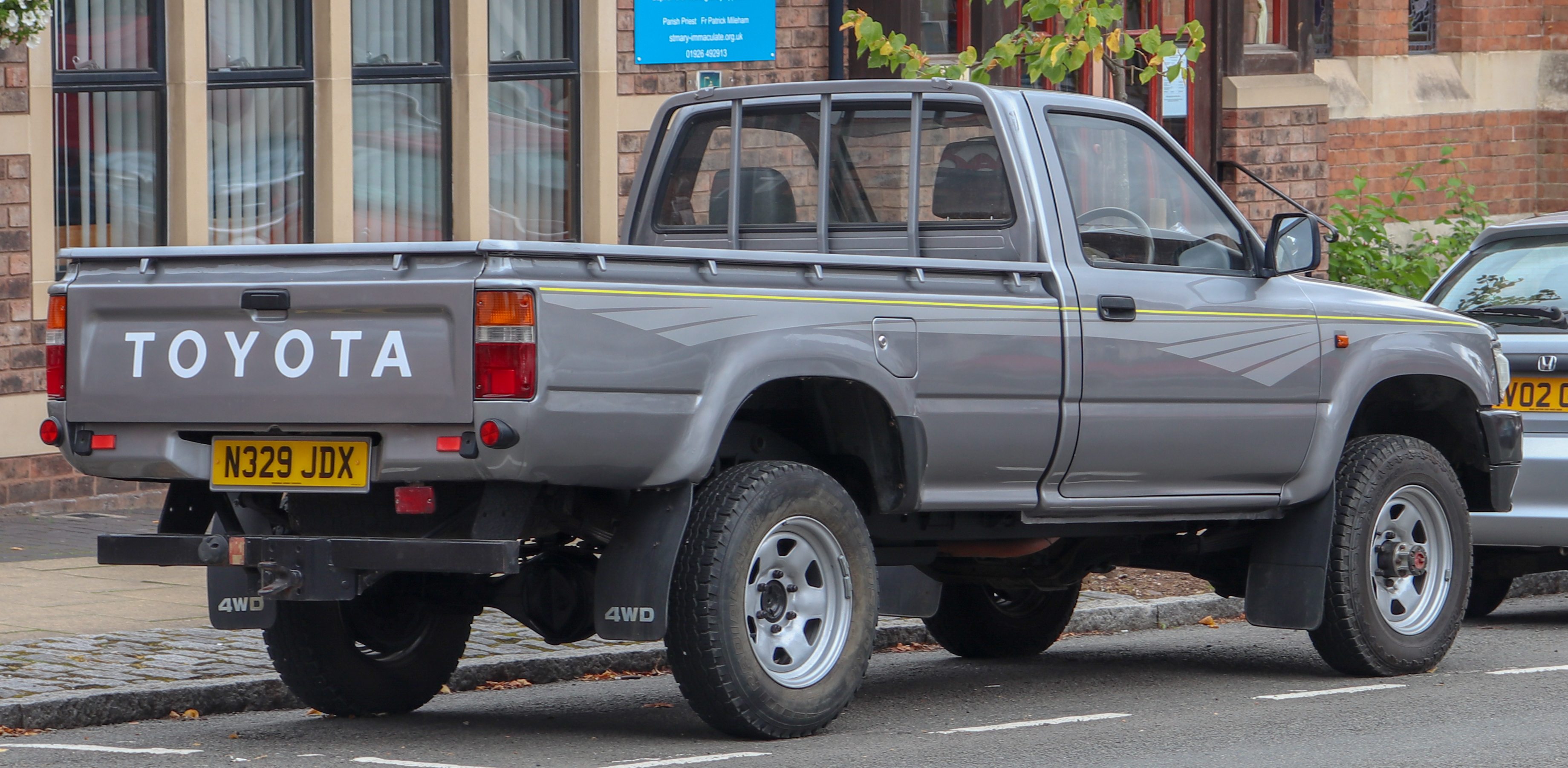

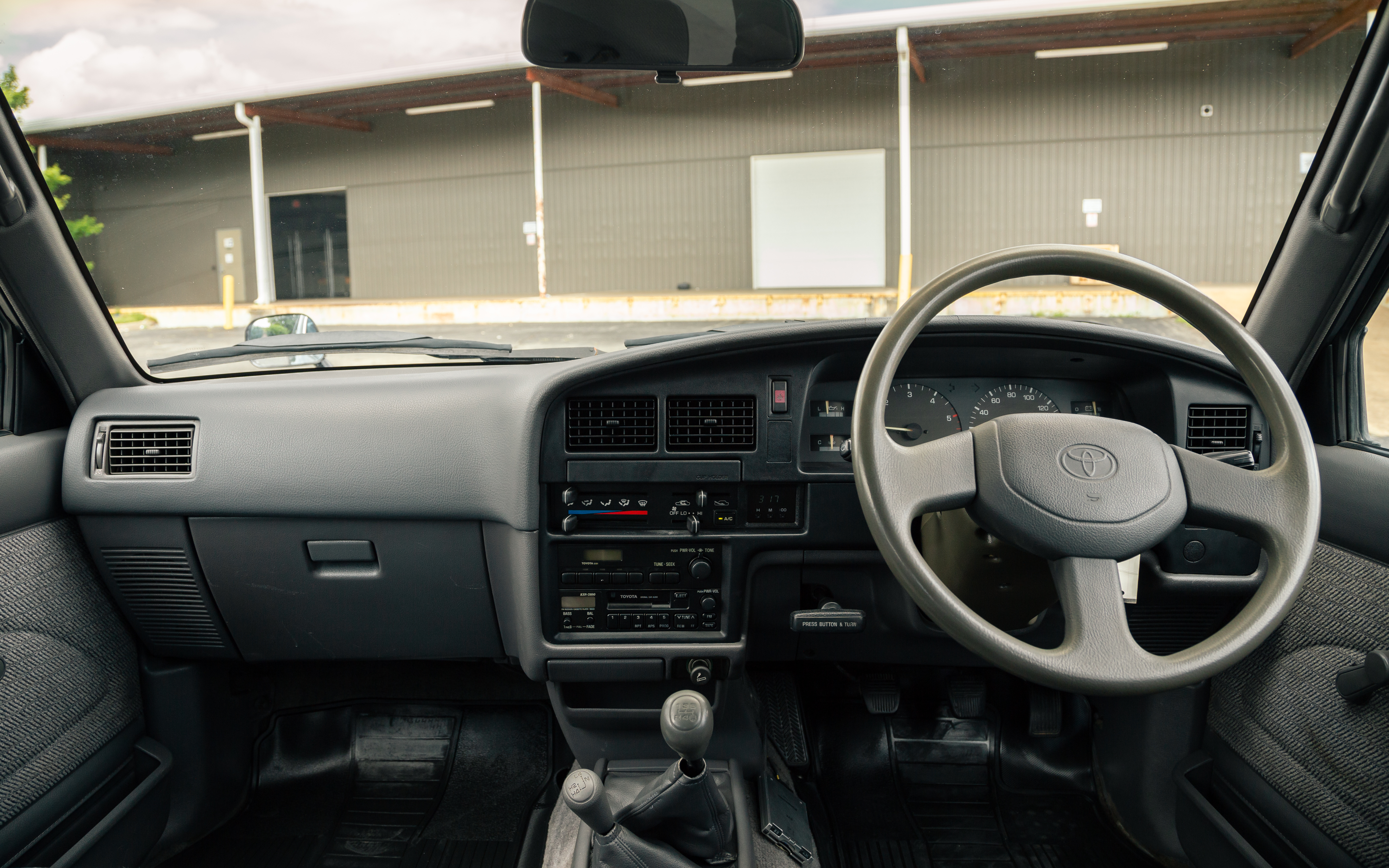

Toyota Hilux п'ятого покоління виготовлявся з серпня 1988 року. Автомобіль збільшився в розмірах і отримав новий обтічний кузов. У гамі з'явився дизель 2,8 л
В 1992 році модель модернізували, змінивши решітку радіатора.
В березні 1995 року на ринку Північної Америки Hilux був замінений новою, більшою моделлю Toyota Tacoma.
З квітня 1989 року по березень 1997 року виготовлялась ліцензійна копія Volkswagen Taro. Volkswagen Taro пропонувався в версії SingleCab, XtraCab і DoubleCab.

### Двигуни
- 1.8 л 2Y-U I4
- 2.4 л 22R-E I4
- 3.0 л 3VZ-E V6
- 2.4 л 2L diesel I4
- 2.8 л 3L diesel I4

## Шосте покоління (N140, N150, N160, N170; 1997—2005)

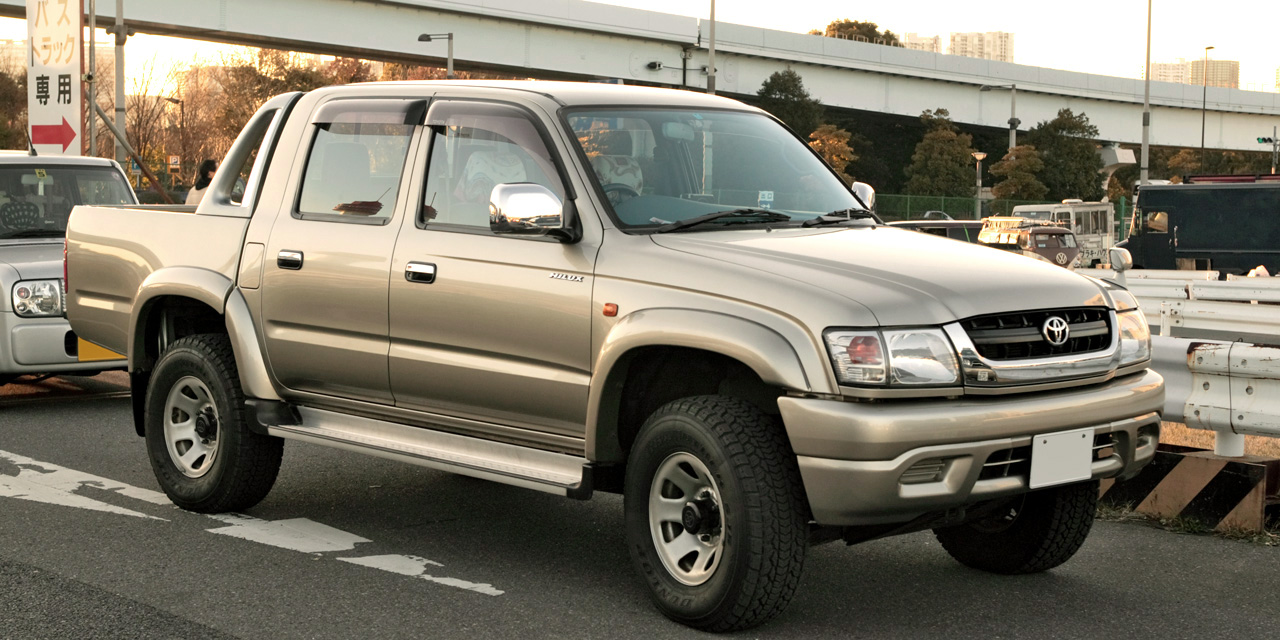
Toyota Hilux N160

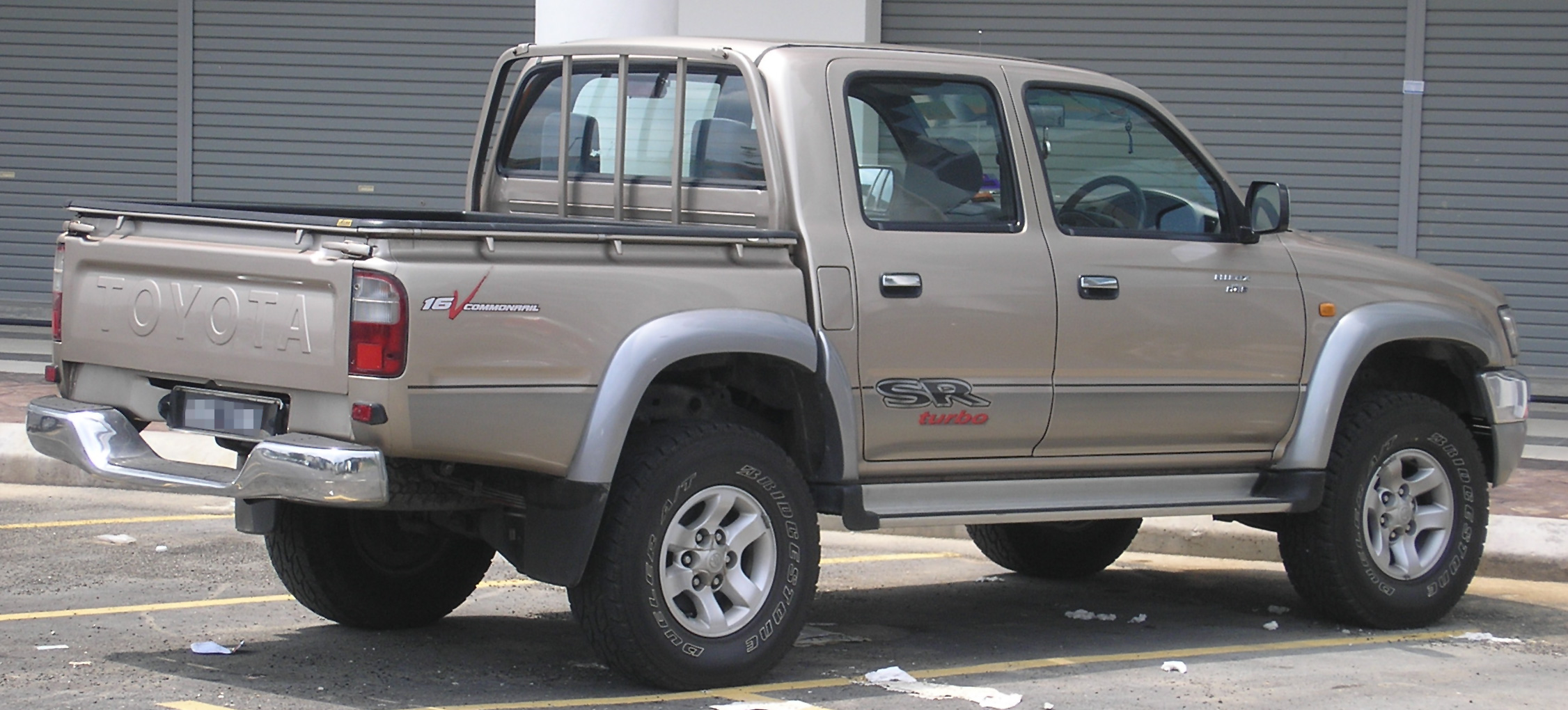

Поява моделей шостого покоління відбулась в 1997 році. Виробництво тривало до 2005 року. Hilux оснащувався трьома типами кабін і чотирма варіантами двигунів — три бензинових і один дизельний. З'явився новий бензиновий V6 3.4 л і дизельний Р4 3,0 л.
На американському ринку модель отримала своє власне ім'я Toyota Tacoma.
У 2005 році компанія припинила збірку моделі Hilux в Японії і вивела її з домашнього ринку. Натомість виробництво було налагоджено в Таїланді і Венесуелі.

### Двигуни
- 2.0 л 1RZ-E 8v SOHC I4
- 2.4 л 2RZ-FE 16v DOHC I4
- 2.7 л 3RZ-FE 16v DOHC I4
- 3.4 л 5VZ-FE 24v DOHC V6
- 2.4 л D-4D turbo diesel
- 2.5 л 2KD-FTV I4 DOHC D-4D turbo diesel
- 2.8 л diesel I4
- 3.0 л 5L diesel I4

## Сьоме покоління (AN10, AN20, AN30; 2004—2015)

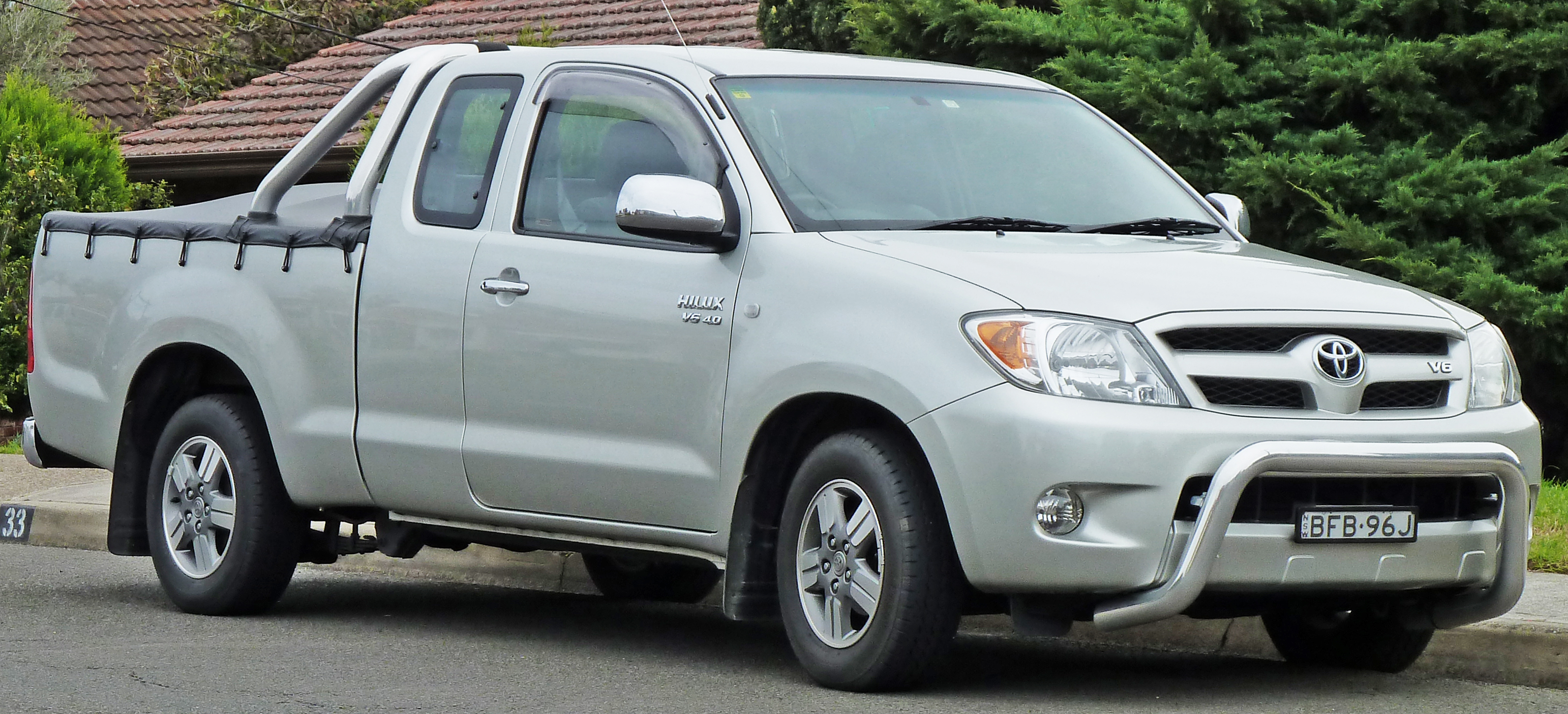
Toyota Hi-Lux 7 extrended cab (2004—2008)

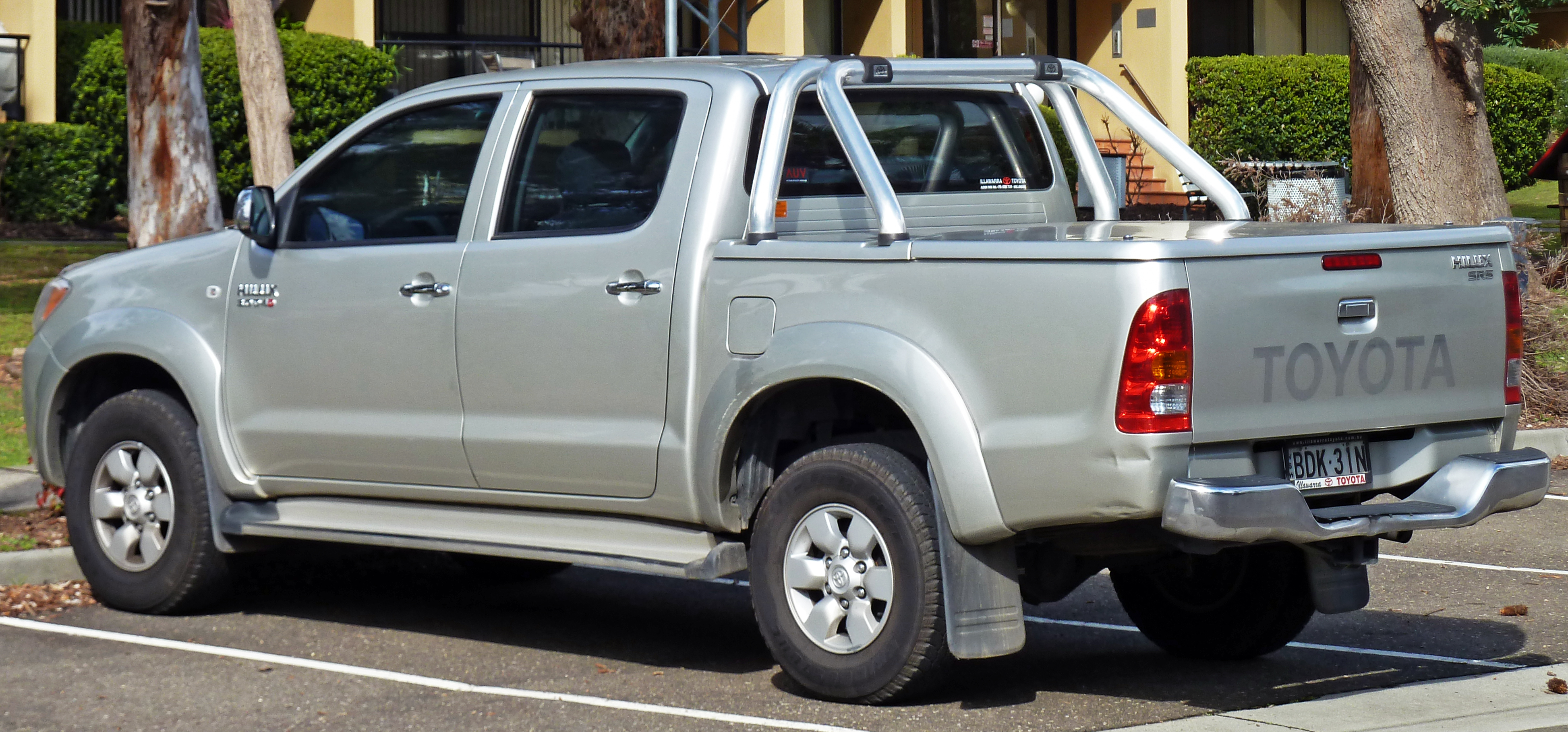
Toyota Hi-Lux 7 double cab (2004—2008)

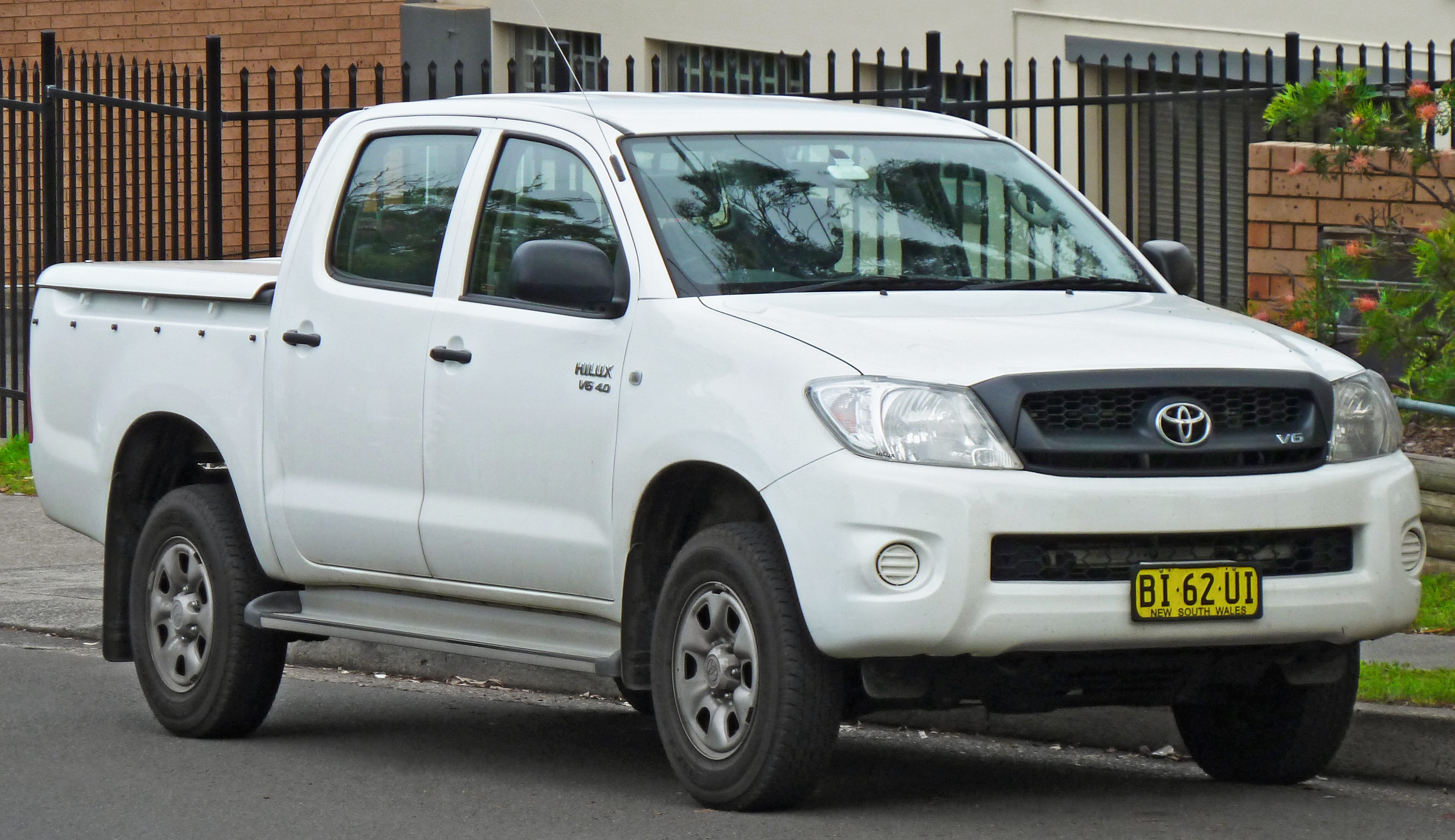
Toyota Hi-Lux 7 double cab (2008—2011)

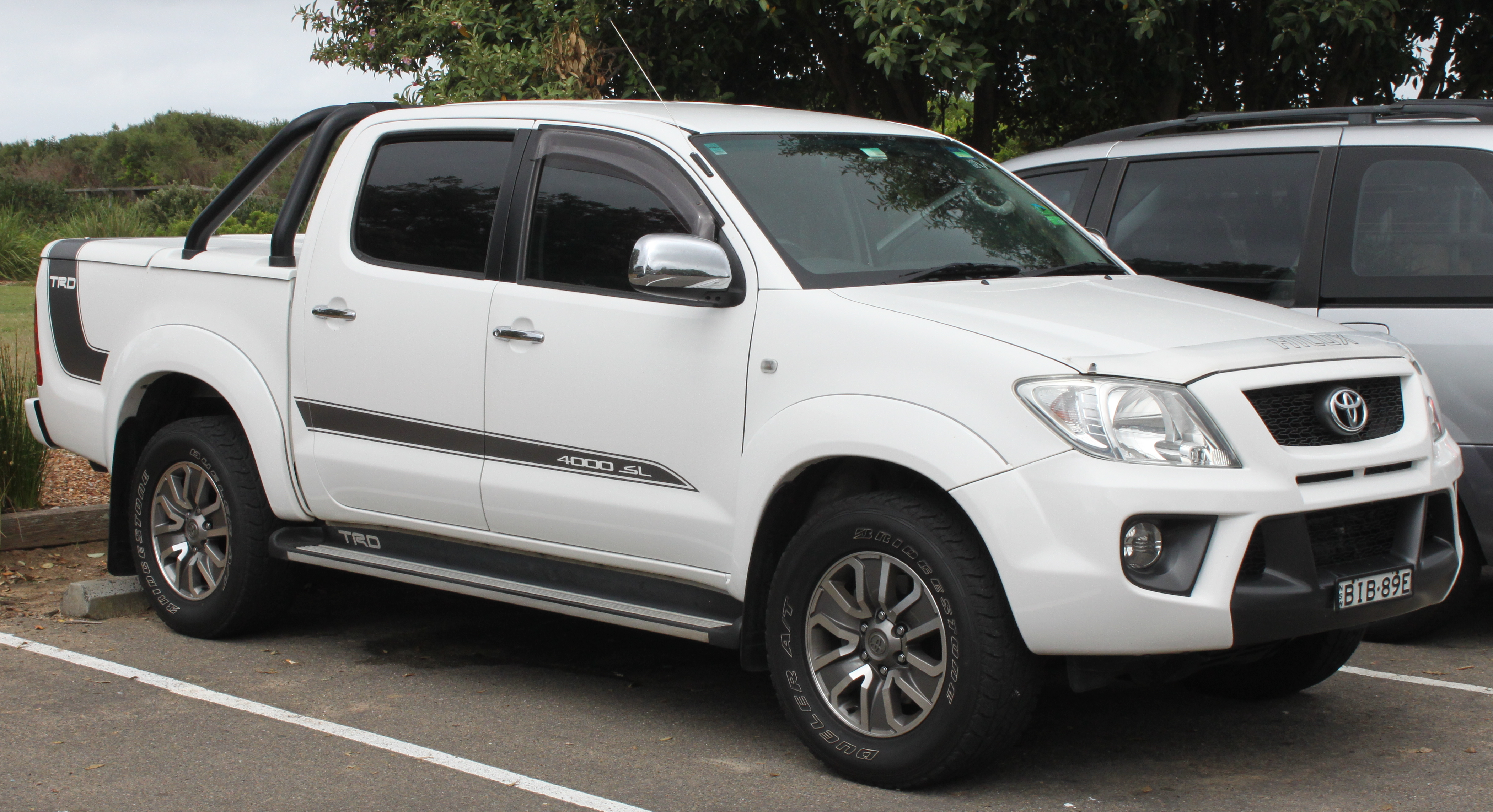
Toyota TRD Hi-Lux double cab (2008—2011)

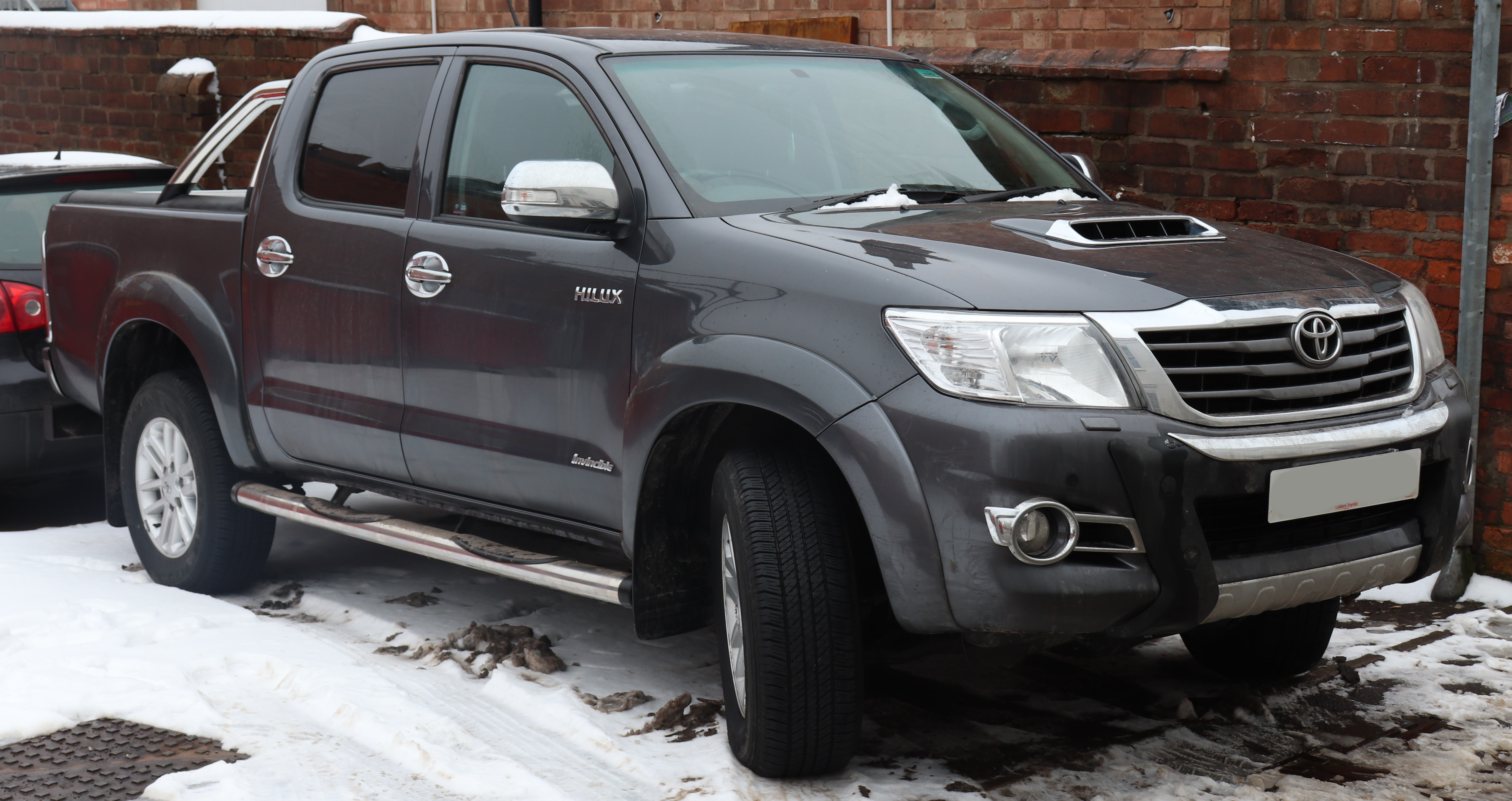
Toyota Hi-Lux 7 double cab (з 2011)

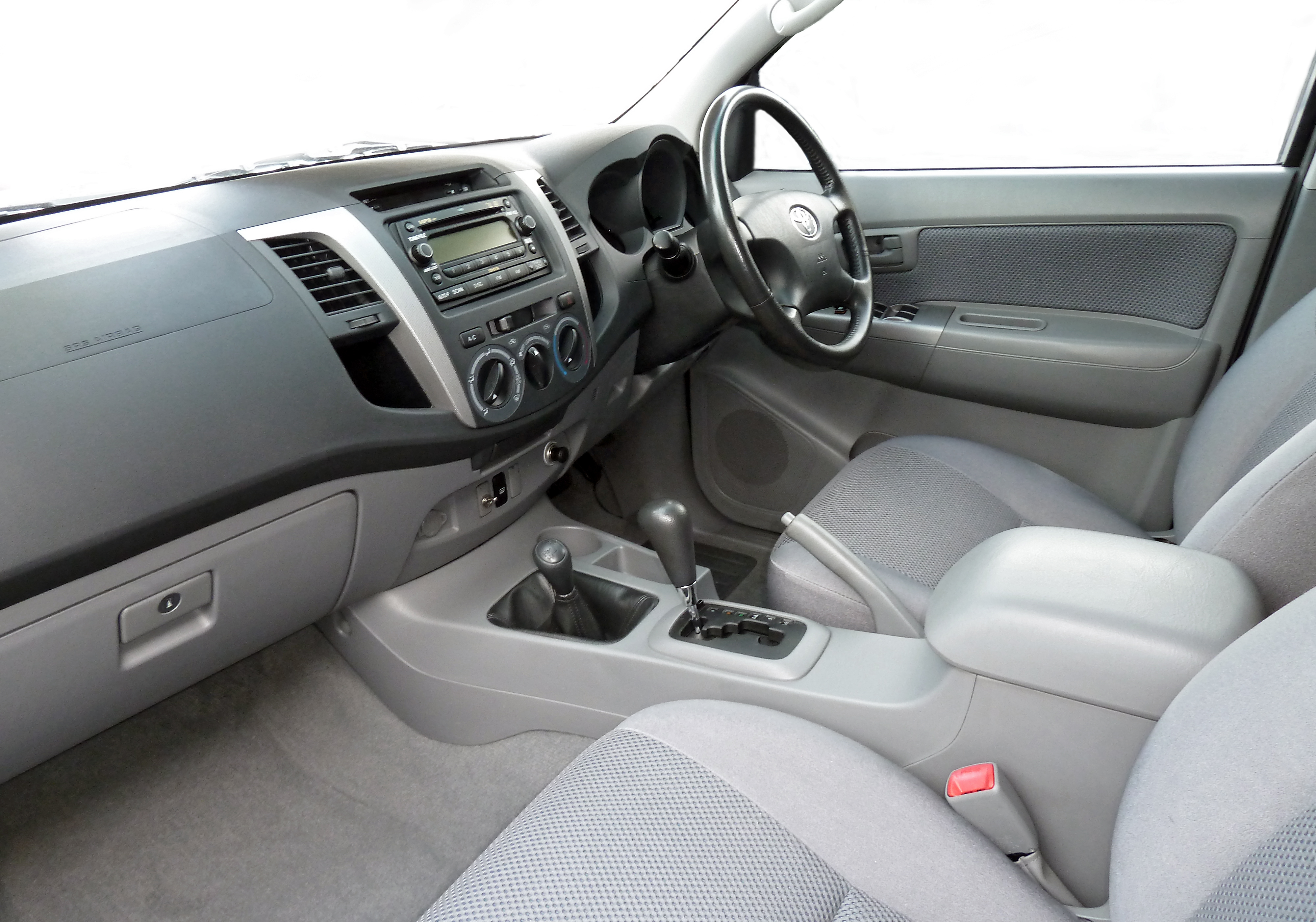

Компанія розпочала виробляти нове, сьоме, покоління своїх відомих рамних пікапів HiLux. За своєю популярністю у гамі Toyota вони займають друге місце після легкової моделі Corolla. Усього з початку виробництва в 1967 р. було виготовлено понад 12 млн автомобілів цієї моделі. Випуск нових пікапів почався в серпні 2004 р. на заводі в Таїланді, при цьому для місцевого ринку вони мають назву HiLux Vigo, відрізняються скромнішої комплектацією і низьким рівнем антикорозійного захисту. Ці автомобілі призначені для країн Європи, Близького Сходу, Азії, Австралії та Океанії.
У березні 2005 р. випуск цих пікапів почався в ПАР для країн Європи, Африки та Близького Сходу, а в квітні — в Аргентині (для Центральної та Південної Америки). Нова модель пропонується в базових виконаннях з колісною формулою 4x2 або 4x4, звичайної, подовженої або подвійною кабіною зі складним заднім сидінням. У порівнянні з попереднім поколінням габаритна довжина збільшилася на 340 мм. (5130 мм), Ширина — на 60 мм, Колісна база склала 3090 мм. Як наслідок, зросла довжина вантажного відсіку: при одинарної кабіні — до 2,3 м, подвійний — 1,52 м. Автомобілі отримали нову, міцнішу, раму, крутильних жорсткість якої зросла майже в півтора рази. Передня підвіска — незалежна пружинна на подвійних трикутних важелях, задня — залежна ресорна. Для Європи пропонується 4-циліндровий дизель з турбонадувом (2,5 л., 102 к.с.). З різною величиною максимального крутного моменту для версій 4x2 і 4x4. Пізніше з'явиться версія цього двигуна з проміжним охолодженням наддувочного повітря. Коробка передач — механічна 5-ступінчаста, для повнопривідних версій призначена 2-ступінчаста роздавальна. Стандартним обладнанням є задній диференціал підвищеного тертя.
У 2008 році модель оновили.
У 2011 році модель оновили вдруге.
У 2013 році модель оновили втретє.

### Двигуни
| Модель                    | Рік виробництва | Тип двигуна / код             | Потужність, при об/хв                | Крутний момент, при об/хв | Ринок збуту                                                       |
| Бензинові                 | Бензинові       | Бензинові                     | Бензинові                            | Бензинові                 | Бензинові                                                         |
| ------------------------- | --------------- | ----------------------------- | ------------------------------------ | ------------------------- | ----------------------------------------------------------------- |
| 2.0 L 1TR-FE              | 2005-           | 1998 см3 VVT-i DOHC Р4        | 136 к.с. (101 кВт), при 5600         | 182 Нм, при 4000          | Південна Африка, Індонезія та Близький Схід                       |
| 2.7 L 2TR-FE              | 2005-           | 2693 см3 VVT-i DOHC Р4        | 160 к.с. (119 кВт), при 5200         | 244 Нм, при 3800          | Австралія, Аравійський півострів, Філіппіни, Південна Африка, США |
| 4.0 L 1GR-FE              | 2005-           | 3955 см3 VVT-i DOHC V6        | 228-236 к.с. (170—177 кВт), при 5200 | 361 Нм, при 4000          | Австралія, Південна Африка, США                                   |
| 4.0 L Supercharged 1GR-FE | 2008-           | 3955 см3 Supercharged DOHC V6 | 306 к.с. (225 кВт), при ?            | ? Нм, при ?               | Австралія, модель TRD                                             |
| Дизельні                  |                 |                               |                                      |                           |                                                                   |
| 2.5 L 2KD-FTV             | 2005-           | 2499 см3 D-4D DOHC Р4         | 102-144 к.с. (76-108 кВт), при 3600  | 260-343 Нм, при 1600—2400 | Азія, Європа, Південна Африка, Південна Америка                   |
| 3.0 L 1KD-FTV             | 2005-           | 2982 см3 D-4D DOHC Р4         | 173 к.с. (127 кВт), при 3400         | 352-360 Нм, при 1800-3400 | Азія, Європа, Південна Африка, Південна Америка, Австралія        |

## Восьме покоління (AN120, AN130; 2015–наш час)

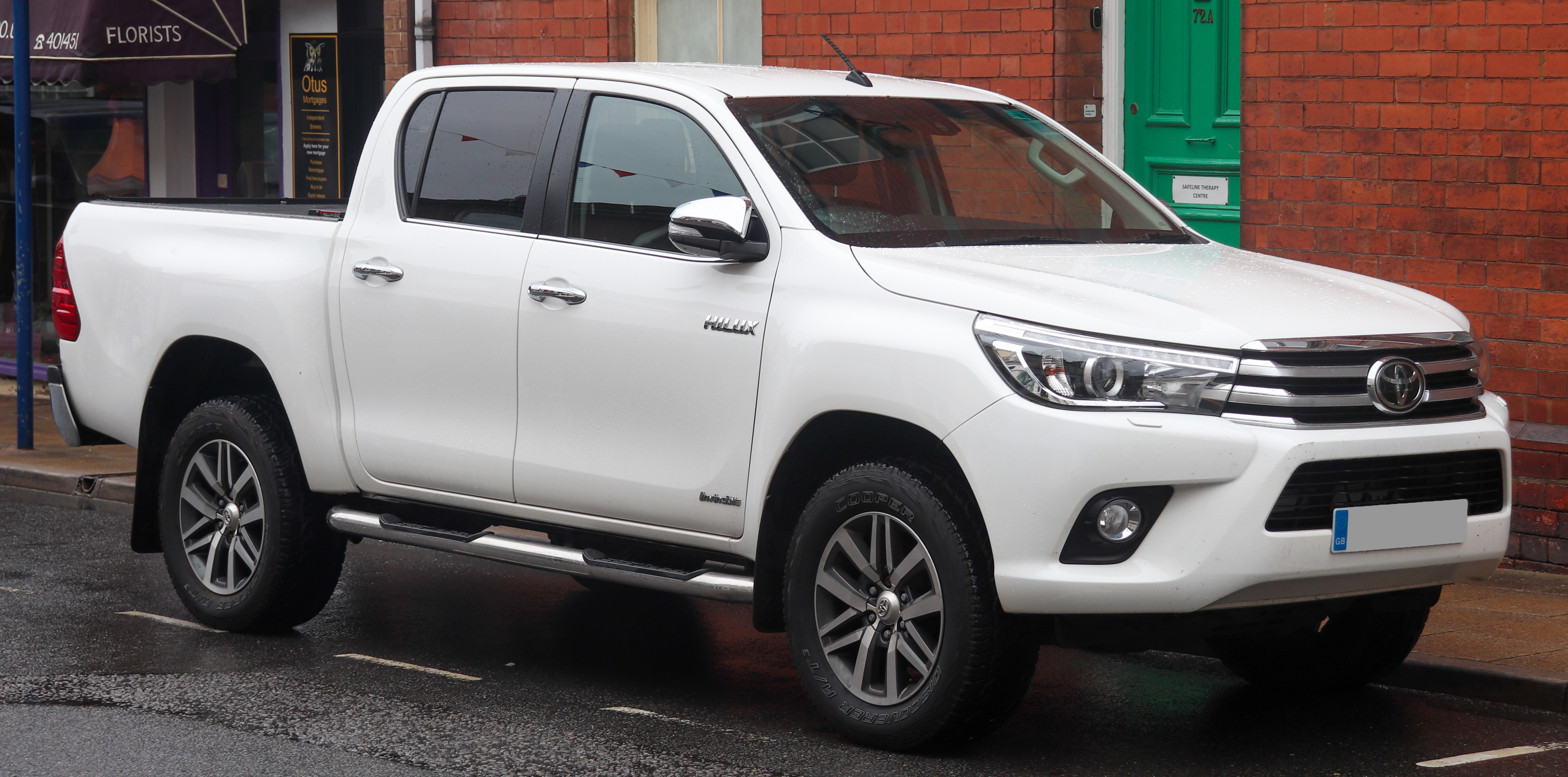
Toyota Hilux 8 (2015—2017)

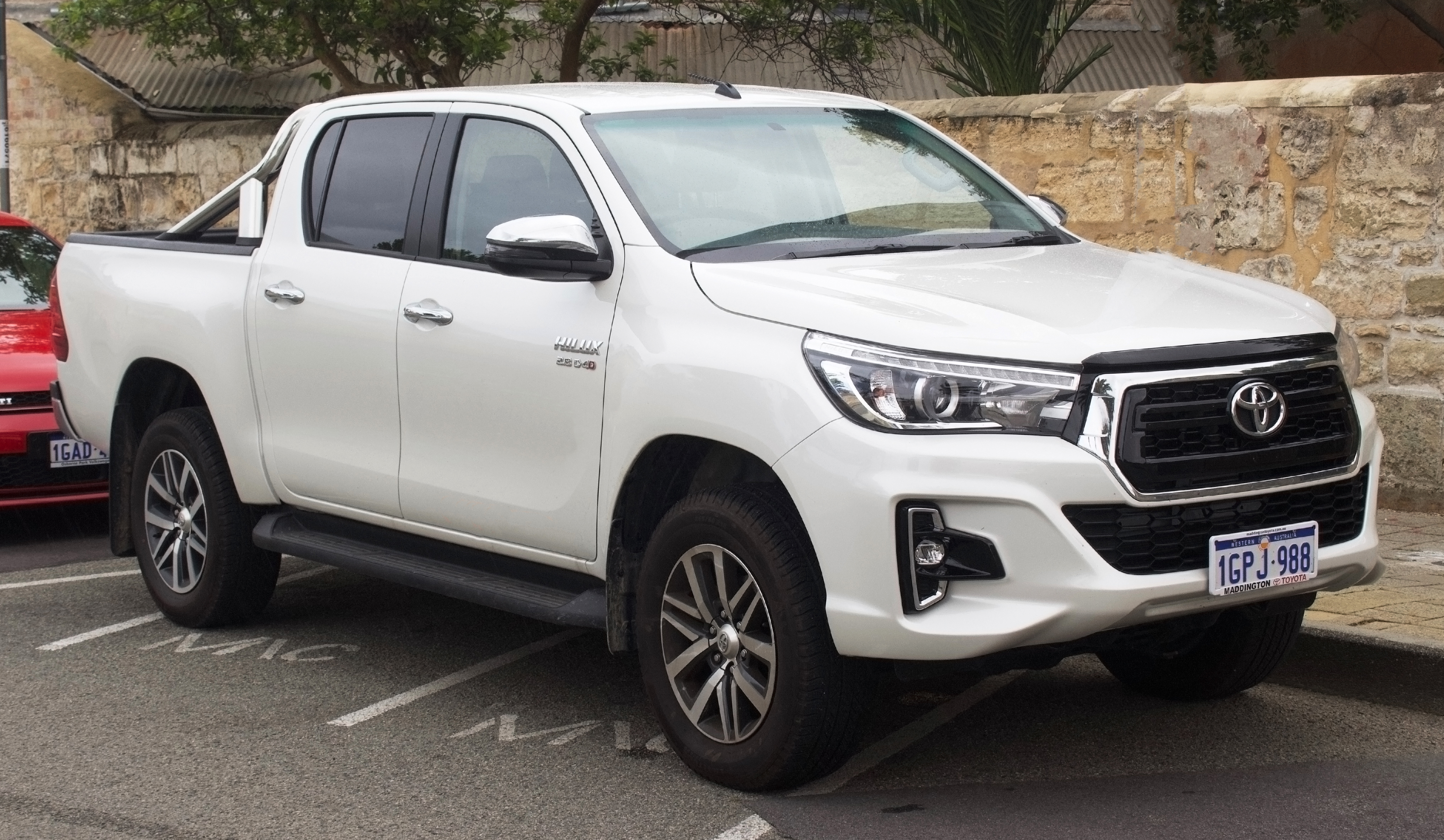
Toyota Hilux 8 (з 2017)

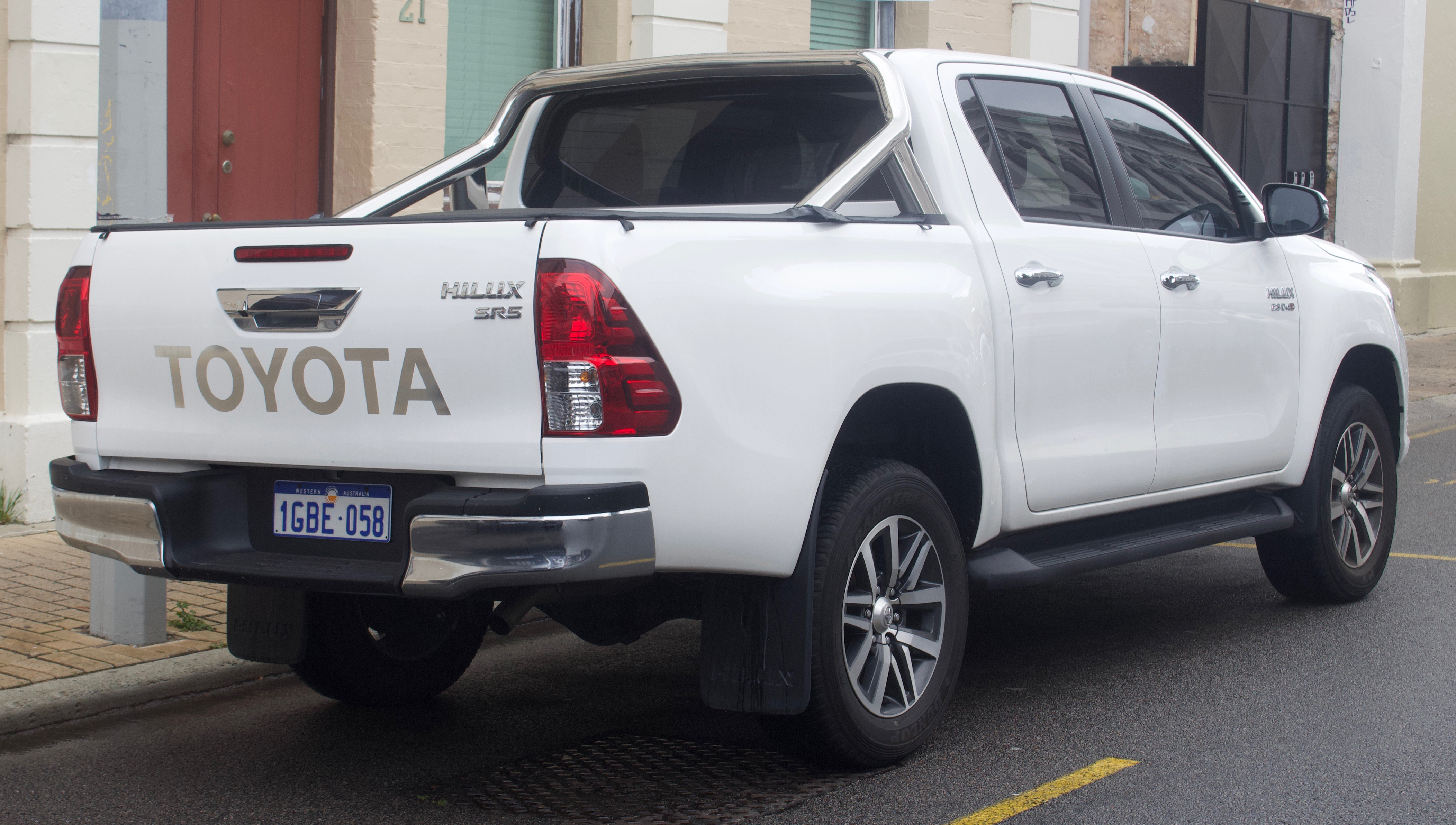

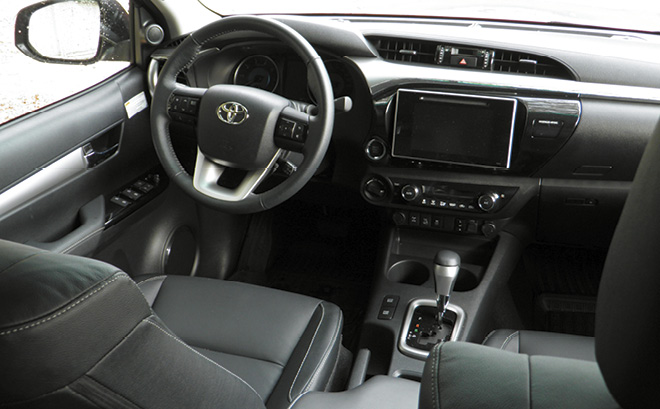
Салон Toyota Hilux 8

Восени 2015 року дебютувало нове покоління Toyota Hilux. Автомобіль отримав нові турбодизельні двигуни 2,4 л 2GD-FTV потужністю 162—166 к.с. крутним моментом 343—400 Нм крутного моменту і 2,8 л 1GD-FTV потужністю 176 к.с. крутним моментом 420—450 Нм крутного моменту, механічну і автоматичну КПП. Крім того на автомобіль встановлено оновлений бензиновий двигун 2,7 л VVT-i DOHC 2TR-FE потужністю 158 к.с.
Виробник надає можливість вибору типу кузова між: Single Cab з 2-ма сидіннями, Extra Cab на 4 сидіння та 5-місним Double Cab. До речі, більшою популярністю користується Double Cab, чому сприяє краща гнучкість всіх 4-х рівнів комплектації (Active, Icon, Invincible та Invincible X) та наявність опції 6-ступеневою автоматичної коробки передач для версій, починаючи з Icon. Модифікації Single Cab та Extra Cab випускаються лише у комплектації Active, та обладнані лише 6-ступеневою механічною трансмісією. 
До складу базового автомобіля Active входять такі комплектуючі, як: Bluetooth, 17-дюймові литі диски та хромова решітка радіатора. Вище рівнем, комплектація Icont додатково передбачає установку: 4,2-дюймового сенсорного екрану інформаційно-розважальної системи, круїз-контролю та радіо DAB. Очікується, що версія Invincible буде користуватись найбільшим попитом на ринку. До її відмінних параметрів відносяться: 18-дюймові литі диски, система безключового відкриття автомобіля та запуску двигуна, світодіодні фари головного світла та автоматичний кондиціонер. У свою чергу, максимальна комплектація Invincible X відрізняється: відмінними 18-дюймовими литими дисками, хромовими деталями та шкіряним салоном.
В листопаді 2017 року модель модернізували. Автомобіль отримав нову шестикутну решітку укупі з переробленим переднім бампером і тепер Hilux став більше схожим на модель Toyota Tacoma, що продається в США. Крім того, у пікапа з'явилася небачена раніше агресивна топ-версія Rocco. Глянцево-чорна окантовка решітки, розширювачі колісних арок, сріблястий задній бампер, 18-дюймові зубасті шини, аплікації на бортах — модифікація Rocco пропонується тільки з подвійною кабіною і турбодизелем 2.8 л.

### Двигуни
Бензинові:
- 2.0 л 1TR-FE I4 139 к.с.
- 2.7 л 2TR-FE I4 158 к.с.
- 4.0 л 1GR-FE V6 278 к.с.

Дизельні:
- 2.4 л 2GD-FTV VNT I4 150—167 к.с.
- 2.5 л 2KD-FTV VNT I4 102—144 к.с.
- 2.8 л 1GD-FTV VNT I4 177 к.с. 450 Нм / 204 к.с. 500 Нм
- 3.0 л 1KD-FTV VNT I4 163 к.с.
- 3.0 л 5L-E I4

## Hilux Champ (2023)

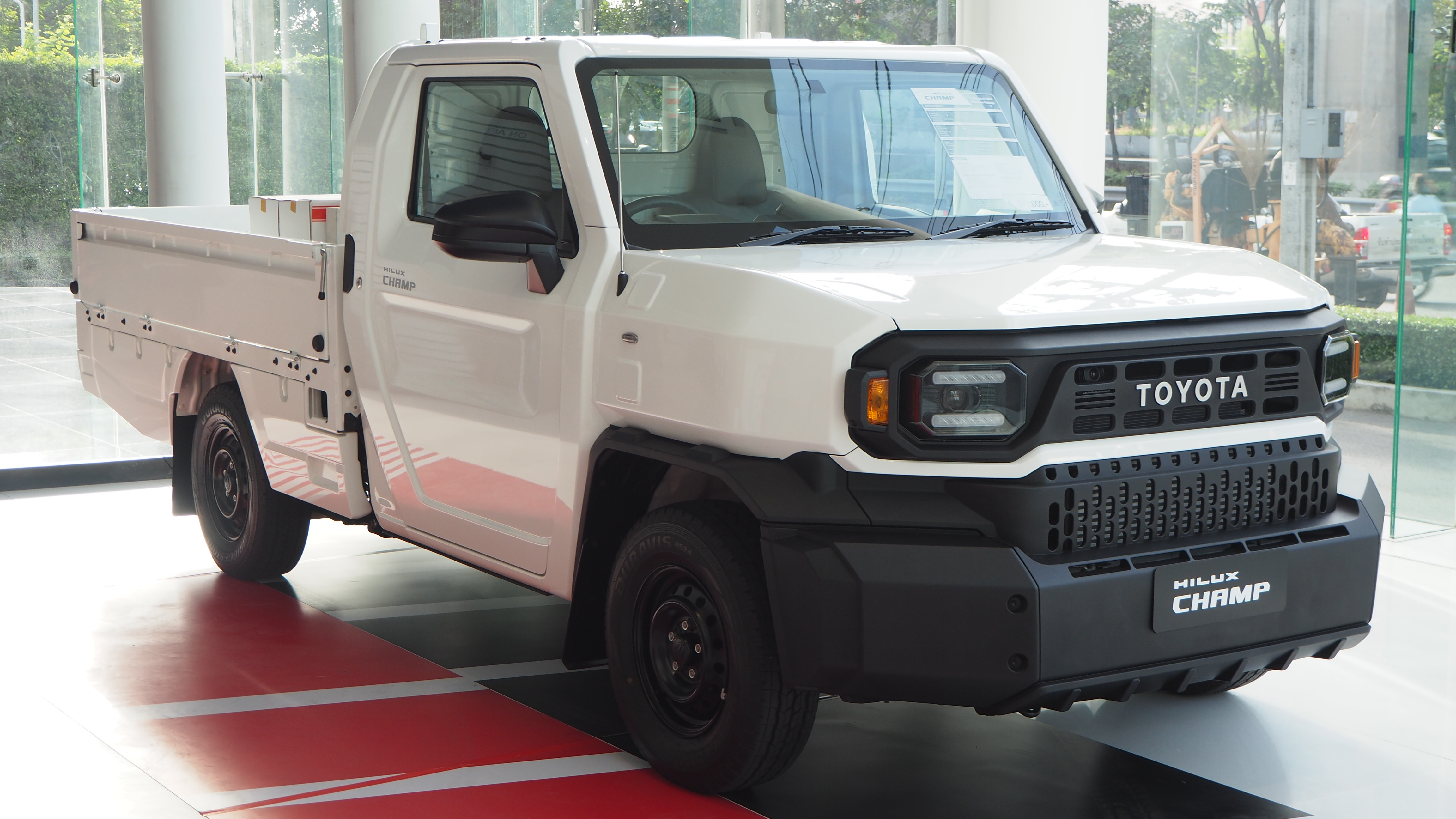
Toyota Hilux Champ 2023 року

Toyota Hilux Champ — це дводверний пікап або шасі з кабіною, розташований нижче Hilux, і базується на платформі та шасі IMV, спільних з Hilux. Вперше його було представлено як концепт IMV 0 у грудні 2022 року, а у продаж у Таїланді він надійшов як Hilux Champ у листопаді 2023 року.

## Продажі
| рік  | Таїланд | Австралія | Нова Зеландія | Філіппіни | Пд. Африка | Бразилія         | Мексика |
| ---- | ------- | --------- | ------------- | --------- | ---------- | ---------------- | ------- |
| 2006 | 166,358 | 36,885    |               |           |            |                  |         |
| 2007 | 158,348 | 42,009    |               |           |            |                  |         |
| 2008 | 127,028 | 42,956    |               |           |            |                  |         |
| 2009 | 102,026 | 38,457    |               |           |            |                  |         |
| 2010 | 144,190 | 39,896    |               |           |            |                  |         |
| 2011 | 121,887 | 36,124    |               |           |            |                  |         |
| 2012 | 233,293 | 40,646    |               |           |            |                  |         |
| 2013 | 206,939 | 39,931    |               |           |            |                  |         |
| 2014 | 144,693 | 38,126    |               |           |            |                  |         |
| 2015 | 120,112 | 35,161    | 5,623         |           |            |                  |         |
| 2016 | 120,444 | 42,104    | 6,187         | 12,405    |            |                  |         |
| 2017 | 109,988 | 47,093    | 8,106         | 14,688    | 36,422     |                  |         |
| 2018 | 150,928 | 51,705    | 8,086         | 18,237    | 40,022     | 39,278[джерело?] |         |
| 2019 | 165,452 | 47,759    | 7,126         | 20,846    | 40,934     | 40,419           | 17,654  |
| 2020 | 129,893 | 45,176    |               | 13,637    |            |                  |         |

## Цікаві факти

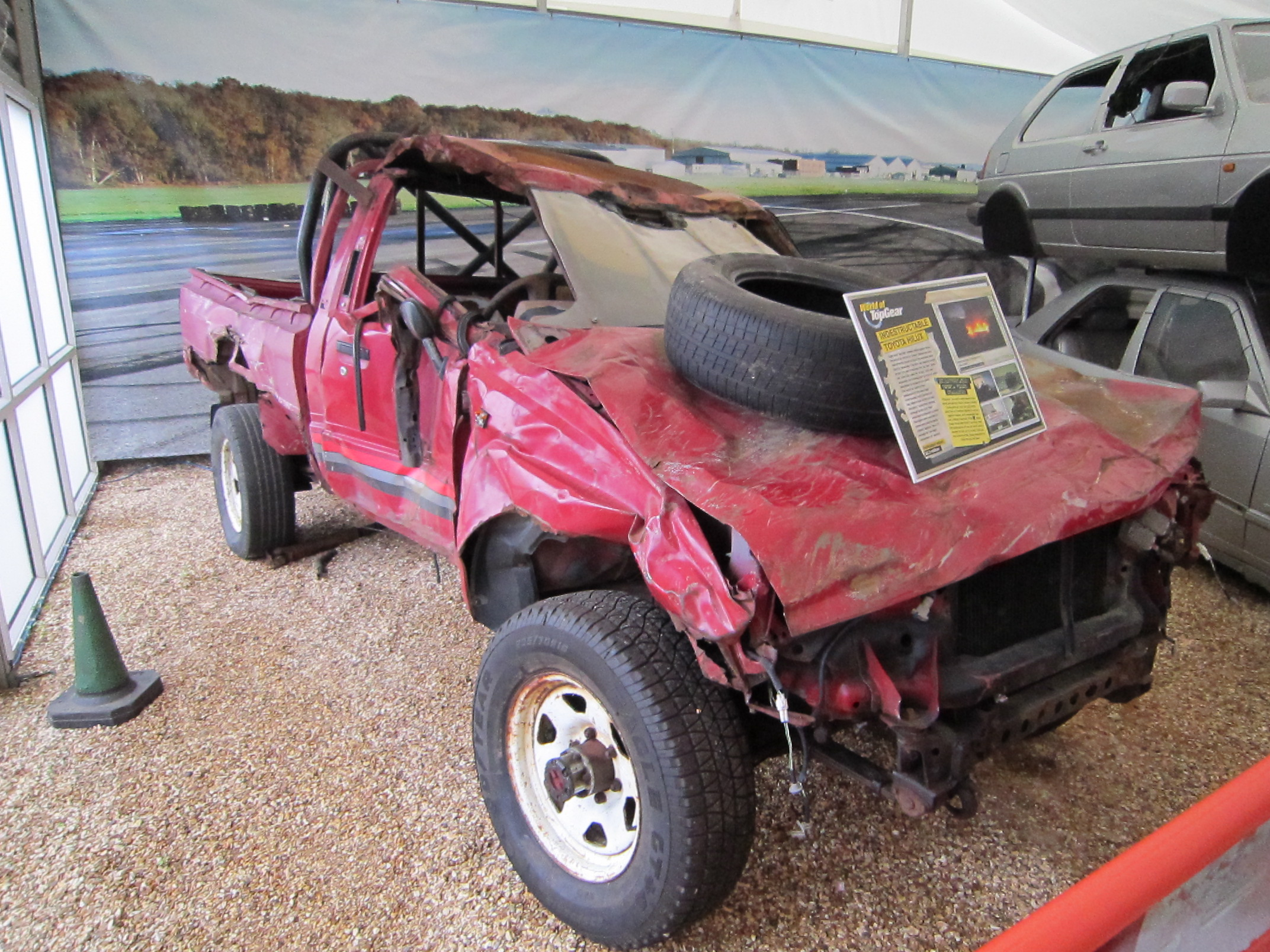
Та сама легендарна живуча Тойота

Британське телешоу Top Gear у 3 сезоні 5 серії намагається знищити Toyota Hilux 4 покоління. Джеремі Кларксон і Джеймс Мей намагались - (втопити, скинути трейлер на кришу, спалити, підірвати на багатоповерхівці). Автомобіль все одно заводився і їхав своїм ходом навіть тоді коли це здавалось неможливим. Після всіх знущань автомобіль постав на постаменті в студії Top Gear. Зараз знаходиться у музеї Top Gear.
Після тріумфу автомобіль все частіше з'являється на телешоу у різних поколіннях, де його модифікують і ставлять різні експерименти.
У 2006 році Top Gear (8 сезон 3 епізод), ведучі програми зробили машини амфібії, одним з цих експериментів була Toyota Hilux 4 покоління - (ToyBota). 

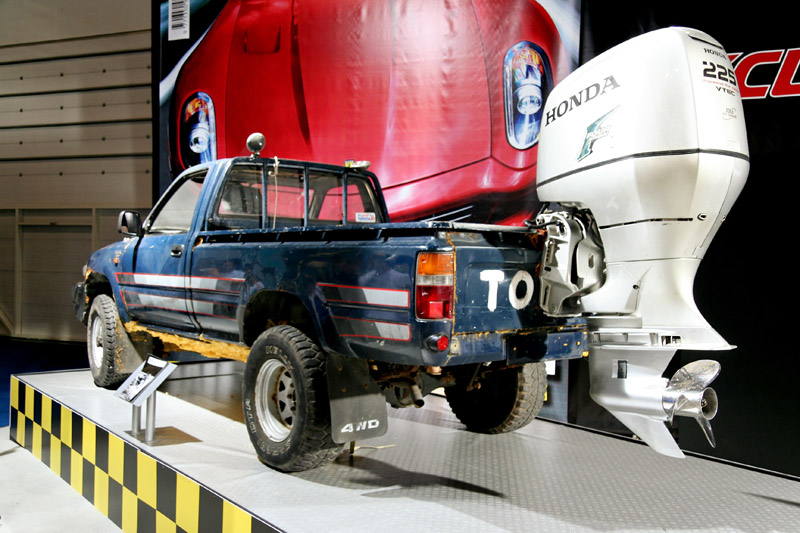
Тойота амфібія

Тop Gear: Polar Special - у 2007 році була організована подорож на північний полюс. В 2006 році почали готувати автомобіль - це був спеціальний експедиторський Toyota Hilux double cab 3.0L (дизель) 2006 (яких було насправді два, інший для знімальної групи). Джеремі Кларксон і Джеймс Мей подорожували на автомобілі на випередки з Річардом Хаммондом, який був на упряжках з собаками, до Північного центру магнітного полюса. Гонка стартувала в Канаді. 

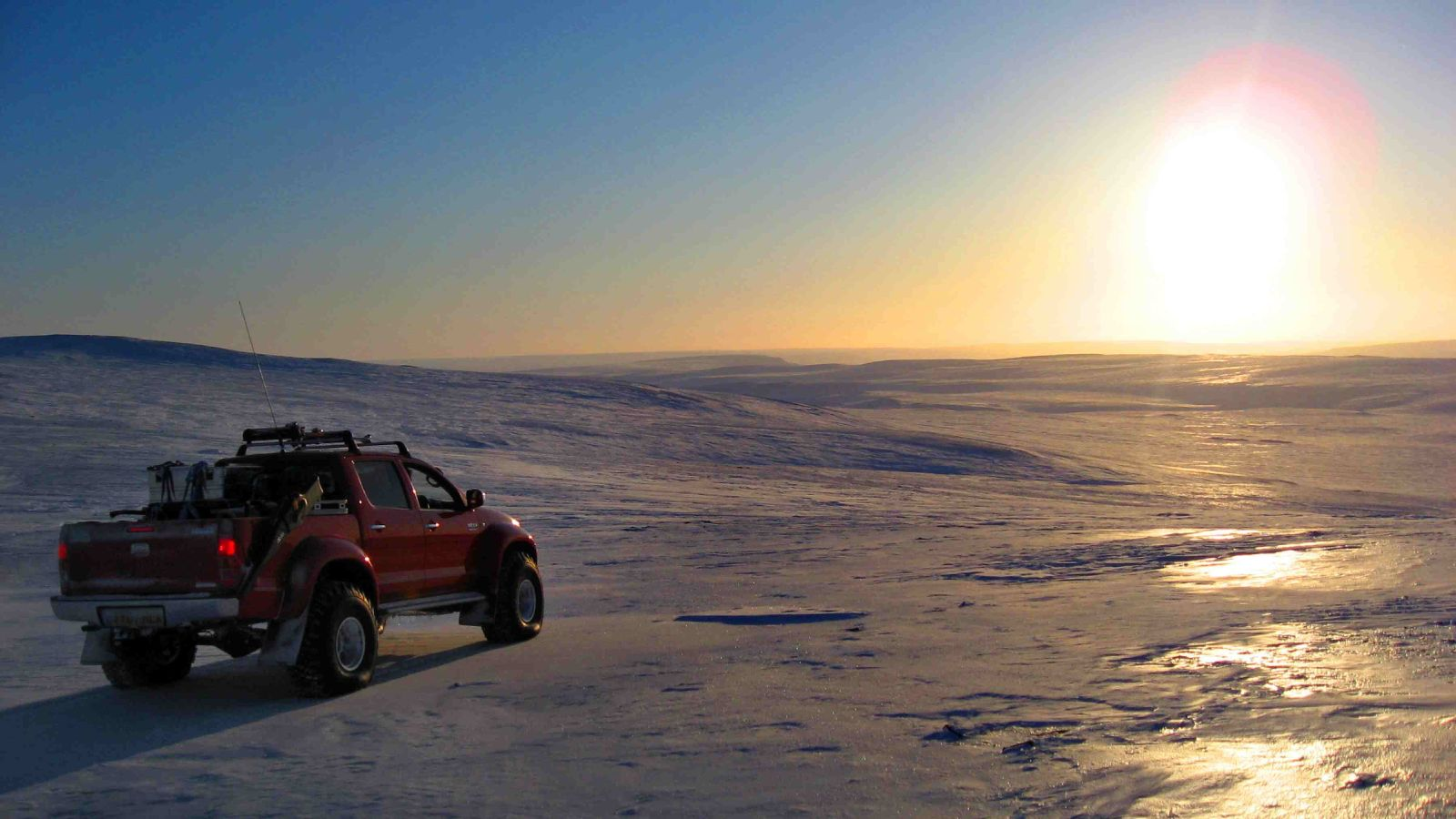
Автомобільна подорож на Північний полюс

Один з випусків Top Gear (15 сезон 1 епізод), Джеймс Мей відправився на Toyota Hilux double cab 3.0L 2006  (автомобілі який побував на північному полюсі), з незначними модифікаціями, додаванням водяної системи охолодження коліс, - на вершину вулкана, до найгарячішої його точки, на максимально можливу близьку відстань до якої можливо доїхати своїм ходом і не розплавити колеса. 

## Зноски
1. ↑  Toyota HILUX Новинка. Архів оригіналу за 7 березня 2016. Процитовано 11 квітня 2010. [Архівовано 2016-03-07 у Wayback Machine.]
2. 1 2 3 4 5 6 7 8 9  Sales Report : ยอดขายกระบะ Pick-up ปี 2018 / 2561 : Toyota Hilux Revo ครองแชมป์อันดับ 1 [Sales Report: Pick-up pickup sales for 2018/2018: Toyota Hilux Revo occupies the # 1 spot]. Headlight Magazine (тай.). Thailand. 22 січня 2019. Архів оригіналу за 23 січня 2019. Процитовано 22 січня 2019.
3. 1 2  HASSALL, GoAutoMedia-DAVID. News - VFACTS. GoAuto (англ.). Архів оригіналу за 24 грудня 2020. Процитовано 10 лютого 2020.
4. ↑  Marc. VFACTS – Top selling cars in 2008. Fleet Auto News (en-AU) . Архів оригіналу за 24 грудня 2020. Процитовано 10 лютого 2020.
5. ↑  Commodore biggest seller in '09. www.heraldsun.com.au (англ.). 6 січня 2010. Архів оригіналу за 28 грудня 2020. Процитовано 10 лютого 2020.
6. ↑  2010 VFACTS: Second-highest new vehicle sales in Australian history | CarAdvice. CarAdvice.com (англ.). Архів оригіналу за 24 грудня 2020. Процитовано 10 лютого 2020.
7. 1 2  Guest. Australia top selling car data (2012) shows shift to Japanese brands. www.acaresearch.com.au (en-au) . Архів оригіналу за 24 грудня 2020. Процитовано 10 лютого 2020.
8. ↑  Car sales 2013 : Toyota Corolla steals title of Australia's most popular car | CarAdvice. CarAdvice.com (англ.). Архів оригіналу за 24 грудня 2020. Процитовано 10 лютого 2020.
9. ↑  Thailand cars sales report 2014. Headlight Magazine (тай.). Thailand. Архів оригіналу за 24 жовтня 2018. Процитовано 24 жовтня 2018.
10. 1 2  Davis, Brett (6 січня 2016). Top 10 best-selling vehicles in Australia during 2015. PerformanceDrive (en-AU) . Архів оригіналу за 24 грудня 2020. Процитовано 10 лютого 2020.
11. ↑  Thailand cars sales report 2015. Headlight Magazine (тай.). Thailand. Архів оригіналу за 24 жовтня 2018. Процитовано 24 жовтня 2018.
12. ↑  Ford Ranger ute tops record New Zealand car-sales year. Stuff (англ.). Архів оригіналу за 24 грудня 2020. Процитовано 10 лютого 2020.
13. ↑  Thailand cars sales report 2016. Headlight Magazine (тай.). Thailand. Архів оригіналу за 24 жовтня 2018. Процитовано 24 жовтня 2018.
14. 1 2  Davis, Brett (3 січня 2018). Top 10 best-selling cars in Australia during 2017. PerformanceDrive (en-AU) . Архів оригіналу за 24 грудня 2020. Процитовано 10 лютого 2020.
15. ↑  Ford Ranger announced as the top-selling vehicle in New Zealand for 2016. www.aa.co.nz (новозел. англ.). Архів оригіналу за 24 грудня 2020. Процитовано 10 лютого 2020. [Архівовано 2020-12-24 у Wayback Machine.]
16. ↑  Philippines' 10 best-selling cars of 2016 - Auto News. AutoIndustriya.com (англ.). 1 лютого 2017. Архів оригіналу за 24 грудня 2020. Процитовано 10 лютого 2020.
17. ↑  Thailand cars sales report 2017. Headlight Magazine (тай.). Thailand. Архів оригіналу за 24 жовтня 2018. Процитовано 24 жовтня 2018.
18. ↑  Most popular NZ car for 2017 still a truck. Stuff (англ.). Архів оригіналу за 24 грудня 2020. Процитовано 10 лютого 2020.
19. ↑  Philippines' 10 Best Selling Cars in 2017 - Auto News. AutoIndustriya.com (англ.). 25 січня 2018. Архів оригіналу за 24 грудня 2020. Процитовано 10 лютого 2020.
20. ↑  South Africa's Top-Selling Cars in 2017. Cars.co.za (англ.). 16 лютого 2018. Архів оригіналу за 24 грудня 2020. Процитовано 10 лютого 2020.
21. ↑  The most popular cars of 2018 revealed. NewsComAu (англ.). 6 січня 2019. Архів оригіналу за 24 грудня 2020. Процитовано 10 лютого 2020.
22. ↑  Top 10 NZ new vehicles sold in 2018. www.aa.co.nz (новозел. англ.). Архів оригіналу за 24 грудня 2020. Процитовано 10 лютого 2020.
23. ↑  Feb 01, Allysa Mae Zulueta on; 2019 (1 лютого 2019). 10 best selling cars in the Philippines 2018. AutoDeal (англ.). Архів оригіналу за 24 грудня 2020. Процитовано 10 лютого 2020.
24. ↑  SA's best-selling vehicles of 2018. BusinessLIVE (en-ZA) . Архів оригіналу за 24 грудня 2020. Процитовано 10 лютого 2020.
25. ↑  Thailand pick-up sales report 2019. HeadlightMag.com (тай.). Thailand. Архів оригіналу за 24 грудня 2020. Процитовано 25 лютого 2020.
26. ↑  Top 100 new cars sold in Australia in 2019. CarsGuide. Архів оригіналу за 7 лютого 2021. Процитовано 10 лютого 2020.
27. ↑  New Zealand's best selling new vehicles in 2019. www.autocar.co.nz (англ.). Архів оригіналу за 24 грудня 2020. Процитовано 10 лютого 2020. [Архівовано 2020-12-24 у Wayback Machine.]
28. ↑  Here are the 10 best selling cars in the Philippines of 2019 - Auto News. AutoIndustriya.com (англ.). 5 лютого 2020. Архів оригіналу за 24 грудня 2020. Процитовано 10 лютого 2020.
29. ↑  These were South Africa's 10 best selling vehicles in 2019 | IOL Motoring. www.iol.co.za (англ.). Архів оригіналу за 24 грудня 2020. Процитовано 10 лютого 2020.
30. ↑  AutoPapo, Os carros mais vendidos em 2019 no Brasil: confira lista completa (pt-br) , архів оригіналу за 24 грудня 2020, процитовано 10 лютого 2020
31. ↑  García, Gerardo (10 січня 2020). Los 374 autos más vendidos de México: la lista completa porque el top 10 ya te lo sabes. Motorpasión México (ісп.). Архів оригіналу за 12 січня 2021. Процитовано 10 лютого 2020.
32. ↑  Thailand pick-up sales report 2020. HeadlightMag.com (тай.). Thailand. Архів оригіналу за 2 лютого 2021. Процитовано 26 січня 2021.
33. ↑  Top 100 new cars sold in Australia in 2020. CarsGuide. Архів оригіналу за 3 лютого 2021. Процитовано 3 лютого 2021.
34. ↑  These are the Philippines' 10 best-selling cars of 2020. AutoIndustriya.com (англ.). Архів оригіналу за 6 березня 2021. Процитовано 22 січня 2021.
35. ↑  Killing a Toyota Part 1 | Top Gear | BBC (English) .
36. ↑  Is the Toyota Hilux Really Indestructible? (English) .
37. ↑  Killing a Toyota Part 3 | Top Gear | BBC (English) .
38. ↑  BBC Top Gear (English) .
39. ↑  Polar Special Part 1 - Top Gear - BBC (English) .
40. ↑  Toyota Hilux Invincible Up An Icelandic Volcano - Farewell To The Former Reasonably Priced Car, The Chevrolet Lacetti (English) .